# Bad Salzuflen
Bad Salzuflen (bis 1914 Salzuflen, plattdeutsch Iufeln) ist eine Stadt und ein Thermal-Heilbad im nordrhein-westfälischen Kreis Lippe in Deutschland.
Seit 2015 gilt die Stadt als „allergikerfreundliche Kommune“. Seit Juni 2024 ist das Staatsbad Salzuflen als staatlich prädikatisiertes Kneippheilbad zertifiziert.

## Geografie

### Geografische Lage
Bad Salzuflen liegt am östlichen Rand der Ravensberger Mulde, am Zusammenfluss von Salze und Bega mit der Werre. Im Vergleich zu anderen nordlippischen Gemeinden ist es dicht besiedelt. Dörflich geprägte Ortsteile mit landwirtschaftlichen Nutzflächen umgeben das Stadtzentrum. Nordöstlich von Werre und Bega durchzieht ein großteils bewaldeter Hügelstrang des Lipper Berglands das Stadtgebiet. Der höchste Punkt ist der Boberg mit 266 Metern, der tiefste Punkt liegt an der Werre bei 67 Metern. Seit 2008 gehört das Stadtgebiet zum Naturpark Teutoburger Wald/Eggegebirge.

### Geologie

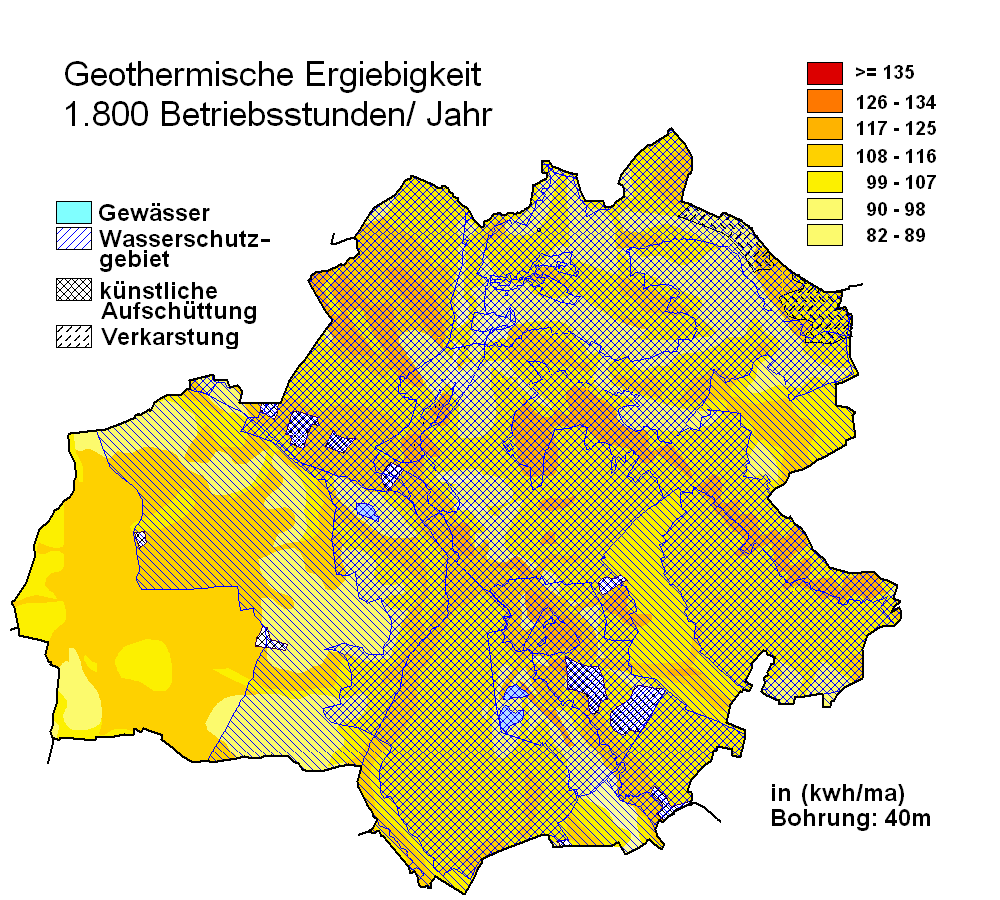
Geothermische Karte von Bad Salzuflen

Das Stadtgebiet ist durchzogen von den Flussauen der Werre, Bega und Salze. Podsol- und Pseudogley-Braunerden herrschen als Bodentypen vor. Die Podsolböden befinden sich überwiegend auf Unterlagen aus dem Tertiär, die von Bruchfalten aus dem Mesozoikum durchzogen sind. Charakteristisch für Bad Salzuflen sind die an diesen Falten austretenden salzhaltigen Quellen, denen die Region den Namen „Heilgarten Deutschlands“ verdankt. Die Gegend eignet sich auch gut bis sehr gut zur Nutzung von geothermischen Wärmequellen mittels Erdwärmesonden und Wärmegewinnung durch Wärmepumpen (vgl. dazu die nebenstehende Karte).

### Ausdehnung und Nutzung des Stadtgebiets

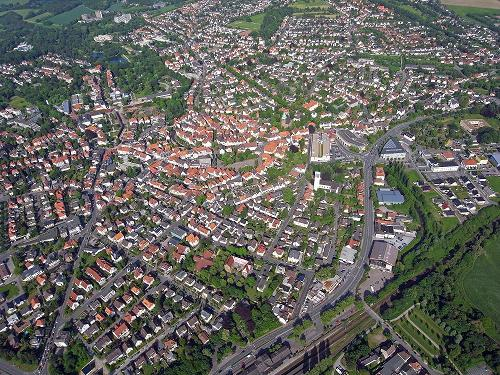
Luftbild Bad Salzuflen

Die als „große Mittelstadt“ klassifizierte Stadt Bad Salzuflen erstreckt sich über eine Fläche von 100,06 km². Das Stadtgebiet weist eine in etwa ovale Form auf mit einer maximalen Ausdehnung in Ost-West-Richtung von etwa 13 km und in Nord-Süd-Richtung von 11 km.
| Fläche nach Nutzungsart | Landwirt- schafts- fläche | Wald- fläche | Gebäude-, Frei- und Betriebsfläche | Verkehrs- fläche | Wasser- fläche | Sport- und Grünfläche | sonstige Nutzung | Summe      |
| ----------------------- | ------------------------- | ------------ | ---------------------------------- | ---------------- | -------------- | --------------------- | ---------------- | ---------- |
| Fläche                  | 57,51 km²                 | 15,01 km²    | 17,20 km²                          | 6,30 km²         | 1,22 km²       | 2,42 km²              | 0,40 km²         | 100,06 km² |
| Anteil an Gesamtfläche  | 57,47 %                   | 15,00 %      | 17,19 %                            | 6,30 %           | 1,22 %         | 2,42 %                | 0,40 %           | 100,00 %   |

### Nachbargemeinden
Bad Salzuflen grenzt im Osten an die Stadt Lemgo, im Süden an Lage und im Südwesten an Leopoldshöhe. Alle drei Gemeinden gehören zum Kreis Lippe.
Im Westen liegt die kreisfreie Stadt Bielefeld und im Nordwesten die Stadt Herford. Im Norden grenzt Bad Salzuflen an Vlotho im Kreis Herford. Zusammen mit Herford gehört Bad Salzuflen zur Agglomeration Bielefeld.

### Stadtgliederung

Ortsteile Bad Salzuflens

Die Stadt gliedert sich in zwölf Ortsteile:
- Kernstadt Bad Salzuflen
- Biemsen-Ahmsen
- Ehrsen-Breden
- Grastrup-Hölsen (mit Hölserheide)
- Holzhausen (mit Sylbach)
- Lockhausen
- Papenhausen
- Retzen (mit Volkhausen und Bergkirchen)
- Schötmar
- Werl-Aspe (mit Knetterheide)
- Wülfer-Bexten
- Wüsten (mit Frettholz, Glimke, Hellerhausen, Hollenstein, Pehlen, Pillenbruch, Voßhagen und Waldemeine)

Die bevölkerungsreichsten Ortsteile sind Bad Salzuflen mit etwa 19.500 Einwohnern, Schötmar mit 8700, Werl-Aspe mit 7400 und Wüsten mit 3800 Einwohnern (Stand 31. Dezember 2013). Zusammen machen diese vier Ortsteile gut 70 % der Bad Salzufler Bevölkerung aus. Die Ortsteile Bad Salzuflen, Schötmar, Werl-Aspe, Holzhausen und Ehrsen-Breden bilden eine durchgängige Siedlungsfläche.

### Klima
Bad Salzuflen zeigt das für Mitteleuropa typische gemäßigte vollhumide Klima mit seinem Niederschlagsmaximum im Sommer. Die Jahresmitteltemperatur von 9,3 °C entspricht der Breiten- und Höhenlage; jedoch liegt die Jahressumme der Niederschläge mit 743 mm einerseits etwas höher als der norddeutsche (640 mm) bzw. der deutsche Durchschnittswert (690 mm), andererseits aber aufgrund der Lage im Regenschatten des Teutoburger Waldes etwas niedriger als der lippische Durchschnittswert (877 mm).
|                        | Jan  | Feb  | Mär  | Apr  | Mai  | Jun  | Jul  | Aug  | Sep  | Okt  | Nov  | Dez  |   |       |
| Mittl. Temperatur (°C) | 1,3  | 1,9  | 4,7  | 8,3  | 12,8 | 15,8 | 17,2 | 17,0 | 13,9 | 10,2 | 5,4  | 2,5  | ⌀ | 9,3   |
| Mittl. Tagesmax. (°C)  | 3    | 5    | 8    | 13   | 18   | 21   | 22   | 22   | 19   | 14   | 8    | 5    | ⌀ | 13,2  |
| Mittl. Tagesmin. (°C)  | −1   | −1   | 1    | 4    | 8    | 11   | 13   | 13   | 10   | 7    | 3    | 0    | ⌀ | 5,7   |
|                        |      |      |      |      |      |      |      |      |      |      |      |      |   |       |
| Niederschlag (mm)      | 68,1 | 57,3 | 62,2 | 58,4 | 72,3 | 82,8 | 72,9 | 67,8 | 63,7 | 53,4 | 66,1 | 78,3 | Σ | 803,3 |
|                        |      |      |      |      |      |      |      |      |      |      |      |      |   |       |
| Sonnenstunden (h/d)    | 1,4  | 2,6  | 3,3  | 5,0  | 5,2  | 6,3  | 5,9  | 6,0  | 4,4  | 3,6  | 1,7  | 1,2  | ⌀ | 3,9   |
|                        |      |      |      |      |      |      |      |      |      |      |      |      |   |       |
| Regentage (d)          | 17   | 15   | 12   | 15   | 13   | 13   | 15   | 15   | 13   | 14   | 16   | 15   | Σ | 173   |
|                        |      |      |      |      |      |      |      |      |      |      |      |      |   |       |
| Luftfeuchtigkeit (%)   | 83   | 80   | 77   | 72   | 71   | 73   | 74   | 75   | 80   | 82   | 83   | 84   | ⌀ | 77,8  |

| −1 |

| −1 |

| 1 |

| 4 |

| 8 |

| 11 |

| 13 |

| 13 |

| 10 |

| 7 |

| 3 |

| 0 |

| −1 |

| −1 |

| 1 |

| 4 |

| 8 |

| 11 |

| 13 |

| 13 |

| 10 |

| 7 |

| 3 |

| 0 |

Bad Salzuflen ist Standort einer vom Deutschen Wetterdienst (DWD) betriebenen vollautomatischen Wetterstation.

### Naturschutzgebiete und Naturdenkmäler
Im Stadtgebiet Bad Salzuflens sind mit dem Salzetal, dem Glimketal, dem Stadtwald, der Masch, dem Bachtal bei Grünau, dem Bexter Wald sowie dem Holzhauser Bruch sieben Naturschutzgebiete ausgewiesen, die zusammen eine geschützte Fläche von rund 424 Hektar haben.

## Geschichte

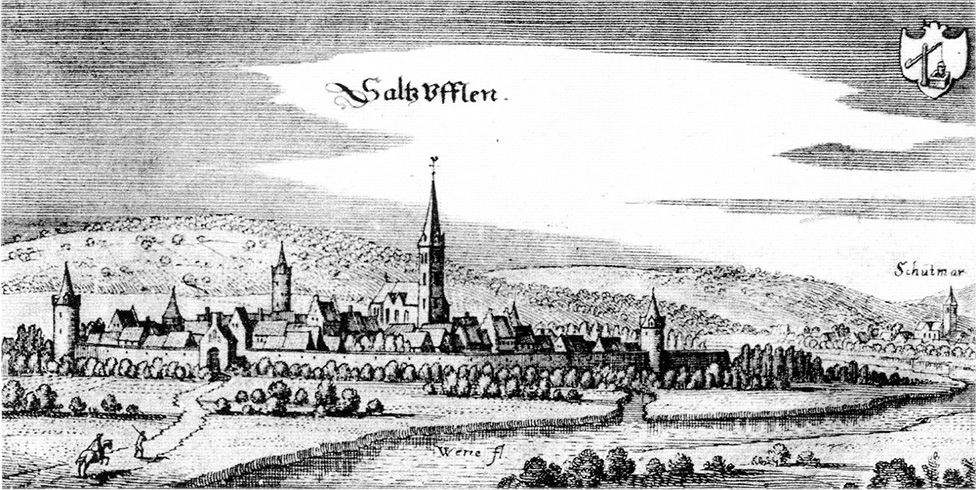
Ansicht der Stadt Salzuflen im Jahre 1647

Verlauf der Stadtmauer

Der Fund des Faustkeils von Salzuflen lässt darauf schließen, dass das Gebiet von und um Salzuflen mindestens seit dem Mittelpaläolithikum, der mittleren Altsteinzeit, von Menschen besiedelt ist. Der Faustkeil gilt mit einem Alter von 350.000 bis 300.000 Jahren als das älteste datierte Steinwerkzeug in Westfalen.
Die Nutzung der salzhaltigen Paulinenquelle führte im Mittelalter zur Errichtung der ersten Saline. Diese Salzwerkstätten befanden sich an einem Ort, der noch heute „Salzhof“ genannt wird und dessen Brunnen im Wappen der Stadt dargestellt ist.
Dank des einträglichen Salzhandels und der Förderung unter Herrschaft der Grafen von Sternberg vergrößerte sich der Ort. Um 1300 wurde eine erste Kapelle auf dem Hallenbrink errichtet. 1377 wird Salzuflen von den Sternbergern an die Grafen von Schaumburg verkauft. Im Jahre 1400 geht Salzuflen schließlich durch Verpfändung in den Besitz der Edelherren zu Lippe.
Während der Soester Fehde wurde das nur wenig befestigte Salzuflen 1447 von böhmischen Söldnern stark zerstört. Im Zuge des Wiederaufbaus erhielt der Ort um 1450 eine Ringmauer mit vier Toren – Schliepsteiner Tor nach Norden (Exter), Heßkamper Tor nach Nordosten (Vlotho/Wüsten), Ostertor nach Südosten (Schötmar), Herforder Tor nach Westen (Herford) – und drei Wehrtürme, unter anderem der Katzenturm, der noch heute erhalten ist. 1488 erhält der so vergrößerte Ort durch den lippischen Landesherrn Graf Bernhard VII. die Stadtrechte verliehen. Bis zum Dreißigjährigen Krieg florierte der Handel mit dem weißen Gold und brachte großen Reichtum in die Stadt. Prachtvolle Bürgerhäuser im Stil der Weserrenaissance und das alte 1545/47 erbaute Rathaus sind Zeugen dieser Blütezeit.
Der Dreißigjährige Krieg (1618–1648) beendete die fast 200 Jahre andauernde Blütezeit der Stadt. Bei zahlreichen Truppendurchzügen wird die Stadt schwer beschädigt. Die Anzahl der Stadtbewohner ging bis 1645 um mehr als die Hälfte auf 900 zurück. Während des Siebenjährigen Krieges (1756–1763) wird die Stadt erneut schwer geschädigt. Im Jahre 1762 zerstört ein durch Blitzschlag verursachter Brand weite Teile der Stadt. 1766 wurde die Saline an den Landesherrn Graf Simon August zu Lippe verkauft. Dieser ließ das Salzwerk grundlegend modernisieren und Gradierwerke errichten. Da alle Gewinne aus der Saline nun aber an den Landesherrn fielen, konnte Salzuflen hiervon nicht mehr profitieren. Bis zur Mitte des 19. Jahrhunderts entwickelte sich die Stadt infolgedessen nur langsam. Erst durch eine von Medizinalrat Heinrich Hasse gegründete Badeanstalt im Jahre 1818 begann allmählich der erneute Aufschwung Salzuflens zum Kurort.
Bekannt geworden ist Bad Salzuflen durch den Kurbetrieb. Mit seinen drei Trink-, drei Thermal- und drei Solequellen hatte es den Status eines lippischen Staatsbades. Obwohl die Gründung des fürstlichen Solebads annähernd 100 Jahre zuvor erfolgt war, erhielt Salzuflen den Namenszusatz „Bad“ erst am 14. April 1914.
Die hohe Heilkraft des Wassers führte dazu, dass neue Badehäuser entstanden und weitere Quellen erbohrt wurden, so zum Beispiel der Leopoldsprudel, dessen Brunnentempel sich inmitten des heutigen Kurparks befindet. Die Entwicklung zum Kurort führte zu bedeutenden Veränderungen im Stadtbild. Die Saline auf dem Salzhof stellte die Salzproduktion ein und bildet heute den „Stadtplatz“, auf dem Wochenmarkt und Stadtfeste stattfinden. Die Gradierwerke entwickelten sich zu einem Ort, an den sich Menschen mit Atemwegserkrankungen zurückzogen. Im Laufe der Zeit verschwanden die alteingesessenen Industriesparten und wurden durch den Handel und das Kurwesen ersetzt, von dem auch die zahlreichen Pensionen der Stadt profitierten.
Der wirtschaftliche Aufschwung im 19. Jahrhundert hing auch eng mit den 1850 gegründeten Hoffmann’s Stärkefabriken zusammen, die später zum größten europäischen Stärkeproduzenten aufstiegen. Mit Eröffnung der Bahnlinie Herford–Detmold erhielt Salzuflen 1880 einen Anschluss an das Schienennetz; der Salzufler Bahnhof ging 1881 in Betrieb.
Die strategisch eher unbedeutende Lage bewahrte Bad Salzuflen während des Zweiten Weltkrieges weitgehend vor Bombenangriffen der Alliierten, so dass die Stadt den Krieg relativ unbeschadet überstand und nach Kriegsende zum Sitz mehrerer Militärmissionen wurde.

### Name
Mitte des 11. Jahrhunderts werden die Siedlung „Uflon“ und eine dort befindliche Salzstätte erstmals schriftlich erwähnt. „Uflon“ bedeutet in Altniederdeutsch „am Wald“ (uf oder up = auf oder an; lon oder loh = Nutzwald, lichter Wald, Gehölz). Später wurde daraus „Uflen“, auch „Mitteluflen“ oder „Dorf Uflen“.
Folgende Schreibweisen sind für die folgenden Jahrhunderte historisch belegt: locum salis in Vflon (1036/1065), Saltuflen (1051), Ufle, Saltuflon und Uflan (Ende des 12. Jh.), Soltufflen, Scolthuflen und Soltufelen (Mitte des 13. Jh.), Vfelen (um 1370, im Herforder Rechtsbuch), Zoltufflen (1357), Soltzvffelen (1475, im Urbar Möllenbeck), Soltuffelin (1506), Vffln (1562, im Landschatzregister), Saltzvfflen (1615, im Salbuch), Saltzufel (1632), Saltz Vfflen (1647, im Kupferstich des Matthäus Merian), Salzuflen (1705, im Lemgoer Bürgerbuch), Saltofel (nach 1757) sowie Uffeln und Salzuffeln (1805).

### Bevölkerungsentwicklung
Einwohnerentwicklung bis Ende 1968, nur Salzuflen:
| Jahr         | Einwohner |
| ------------ | --------- |
| 1590         | ~ 2.000   |
| 1633         | 1.472     |
| 1636 1       | 865       |
| 1760         | 1.003     |
| 01.12.1885 2 | 3.992     |
| 07.12.1892 2 | 4.300     |

| Jahr              | Einwohner |
| ----------------- | --------- |
| 1900              | 5.396     |
| 1916              | 7.919     |
| 1933              | 9.217     |
| 1946              | 14.090    |
| 21. Juli 1960     | 17.273    |
| 31. Dezember 1968 | 16.690    |

Mit der Gründung der „neuen“ Stadt Bad Salzuflen am 1. Januar 1969 (Bad Salzuflen und Schötmar mit den zehn Ortsteilen) zählte man 47.930 Einwohner, das entsprach einer Bevölkerungsdichte von 479 Einwohnern je Quadratkilometer
Entwicklung der Einwohnerzahl ab 1. Januar 1969:
Alle Angaben für die Stadt Bad Salzuflen in den Grenzen seit 1969; Stand jeweils 31. Dezember des Vorjahres:
| Jahr | Einwohner |
| ---- | --------- |
| 1969 | 47.901    |
| 1974 | 51.678    |
| 2000 | 55.028    |
| 2002 | 55.145    |
| 2003 | 54.020    |

| Jahr | Einwohner |
| ---- | --------- |
| 2004 | 54.772    |
| 2005 | 54.673    |
| 2006 | 54.413    |
| 2007 | 54.273    |
| 2014 | 52.121    |

| Jahr | Einwohner |
| ---- | --------- |
| 2015 | 53.341    |
| 2016 | 53.746    |
| 2017 | 53.856    |
| 2022 | 54.808    |

Einwohner in den Ortsteilen der Stadt Bad Salzuflen am 1. Januar 1969:
| Ortsteil        | Einwohner | Fläche (km²) | Einwohner/km² |
| --------------- | --------- | ------------ | ------------- |
| Bad Salzuflen   | 16.690    | 13,76        | 1.213         |
| Schötmar        | 09.132    | 04,89        | 1.867         |
| Biemsen-Ahmsen  | 01.493    | 05,90        | 0.253         |
| Ehrsen-Breden   | 02.498    | 07,00        | 0.357         |
| Grastrup-Hölsen | 01.019    | 07,90        | 0.129         |
| Holzhausen      | 02.865    | 08,36        | 0.343         |
| Lockhausen      | 02.706    | 09,32        | 0.290         |
| Papenhausen     | 00.115    | 03,12        | 0.037         |
| Retzen          | 01.436    | 07,14        | 0.201         |
| Werl-Aspe       | 05.083    | 06,31        | 0.806         |
| Wülfer-Bexten   | 01.683    | 07,74        | 0.217         |
| Wüsten          | 03.181    | 18,62        | 0.171         |
| gesamt          | 47.901    | 100,06       | 479           |

## Religion
In Bad Salzuflen gibt es eine Vielzahl von Religionsgemeinschaften. Da Bad Salzuflen im heute protestantisch geprägten Kreis Lippe liegt, überwiegt die Anzahl evangelischer Christen. Die sieben evangelisch-reformierten Gemeinden gehören zur Klasse Bad Salzuflen der reformierten Lippischen Landeskirche, die drei evangelisch-lutherischen Gemeinden mit zusammen fünf Pfarrbezirken zur einzigen lutherischen Klasse in Lippe. Daneben gibt es zwei römisch-katholische Gemeinden des Erzbistums Paderborn, sieben freikirchliche Gemeinden unterschiedlicher Religionsgruppen, eine neuapostolische Gemeinde sowie zwei islamische Gemeinden. Eine jüdische Gemeinde gibt es in Bad Salzuflen seit der Zeit des Nationalsozialismus nicht mehr. Die nächstgelegene Synagoge steht in Herford, sie gehört zur Jüdischen Gemeinde Herford-Detmold.
Das Ergebnis des Zensus 2011 ergab folgende Verteilung: Römisch-katholische Kirche: 11,6 %, Evangelische Kirche: 54,5 %, sonstige, keine, ohne Angabe: 33,9 %.

## Politik

### Verwaltungsgeschichte

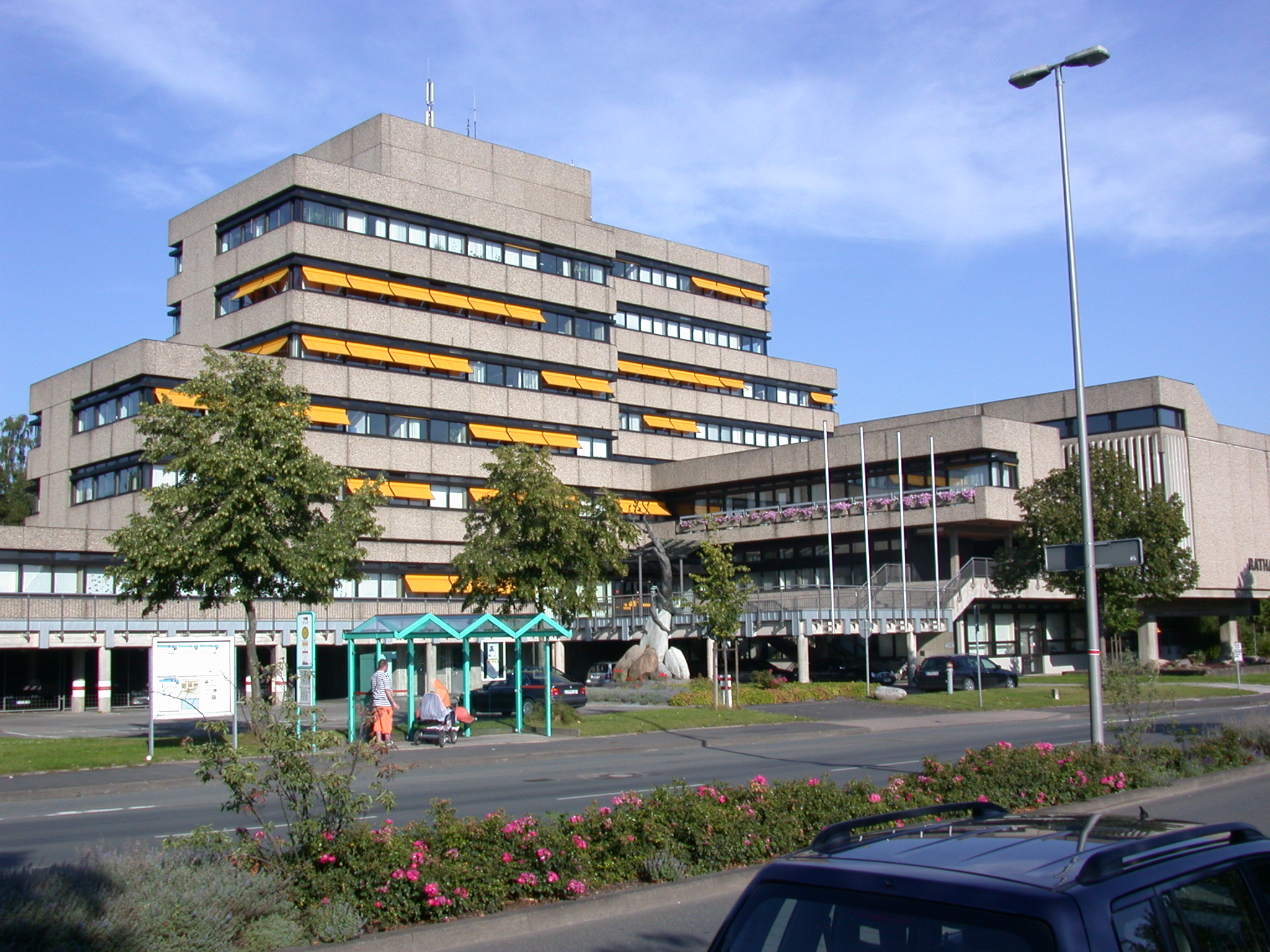
Das Rathaus, an der ehemaligen Stadtgrenze zwischen Bad Salzuflen und Schötmar errichtet

Zwei Jahre nach der Gliederung des Freistaats Lippe in Kreise wurde Bad Salzuflen 1934 in den Kreis Lemgo eingegliedert.
Nach dem Zweiten Weltkrieg wurde der Freistaat Lippe durch eine Militärverordnung der britischen Besatzungsmacht am 21. Januar 1947 mit dem Land Nordrhein-Westfalen vereinigt. Die Stadt Bad Salzuflen wurde damit am 1. April 1947 dem neu gebildeten Regierungsbezirk Minden-Lippe zugehörig, welcher bereits am 2. Juni 1947 in Regierungsbezirk Detmold umbenannt wurde.
Im Rahmen der nordrhein-westfälischen Gebietsreform wurden die beiden Städte Bad Salzuflen und Schötmar sowie die zehn Gemeinden Biemsen-Ahmsen, Ehrsen-Breden, Grastrup-Hölsen, Holzhausen, Lockhausen, Papenhausen, Retzen, Werl-Aspe, Wülfer-Bexten und Wüsten zum 1. Januar 1969 im Zuge der Umsetzung des „Gesetzes zur Neugliederung des Landkreises Lemgo“ zur neuen Stadt Bad Salzuflen zusammengeschlossen. Außerdem wurden kleine Teile der Gemeinden Krentrup, Nienhagen und Welstorf eingemeindet.
Im Zuge der Umsetzung des Bielefeld-Gesetzes wurden die Kreise Lemgo und Detmold zum 1. Januar 1973 zum neuen Kreis Lippe zusammengelegt, zu dem Bad Salzuflen seitdem gehört.

### Stadtrat
Der Stadtrat hat derzeit durch Überhangmandate 62 Sitze. Vor 2020 hatte der Rat nur 48 Sitze. Stimmberechtigter Vorsitzender des Stadtrates ist Bürgermeister Dirk Tolkemitt (CDU). Das Ergebnis der Kommunalwahl am 13. September 2020 ist in den Diagrammen dargestellt.
- Linke: 1
- SPD: 16
- Grüne: 12
- FDP: 4
- FW: 3
- USD: 2
- CDU: 20
- AfD: 2
- Fraktionslos: 3

| [ 26 ]          | 2020    | 2020    | 2014    | 2014    |
| Partei          | Sitze   | %       | Sitze   | %       |
| --------------- | ------- | ------- | ------- | ------- |
| CDU             | 21      | 33,82   | 17      | 36,32   |
| SPD             | 16      | 25,28   | 16      | 34,10   |
| FDP             | 04      | 06,41   | 03      | 06,12   |
| GRÜNE           | 12      | 18,30   | 04      | 08,67   |
| FWG1            | 03      | 04,43   | 03      | 05,75   |
| LINKE           | 01      | 02,02   | 02      | 03,82   |
| BIZ3            | 0       | 00,98   | 01      | 01,59   |
| BLBS4           | 0–      | 0–      | 01      | 01,52   |
| Piraten         | 0       | 00,88   | 01      | 02,12   |
| DKP             | 0–      | 0–      | –       | –       |
| AfD             | 03      | 05,48   | –       | –       |
| Aufbruch C      | 01      | 01,33   | –       | –       |
| EINZ. M.5       | 01      | 01,06   | –       | –       |
| Gesamt6         | 62      | 100     | 48      | 100     |
| Wahlbeteiligung | 49,30 % | 49,30 % | 49,49 % | 49,49 % |

2020 zogen mit der Kommunalwahl zwei neue Parteien und ein Einzelbewerber in den Stadtrat ein. 2022 schrumpfte die AfD auf 2 Sitze, durch den Austritt eines Mitglieds.
Im Jahr 2023 gründete Markus Rausch, zu diesem Zeitpunkt ehemaliges Ratsmitglied der CDU, gemeinsam mit Heike Görder die Fraktion „Unabhängige Salzufler Demokraten“ (USD). Diese politische Neuausrichtung hat zur Folge, dass die bisherige schwarz-grüne Mehrheit nun knapp ausfällt. Später im Jahr trat ein, bis dahin fraktionsloses Ratsmitglied, in die CDU-Fraktion ein, was zur Folge hat, dass die schwarz-grüne Mehrheit wieder etwas breiter ausfällt. Der Stadtrat zählt aktuell 63 Sitze, inklusive Bürgermeister.
Die folgende Tabelle zeigt die Kommunalwahlergebnisse seit 1975:
| [ 29 ]          | 2009    | 2009    | 2004    | 2004    | 1999    | 1999    | 1994    | 1994    | 1989    | 1989    | 1984    | 1984    | 1979    | 1979    | 1975    | 1975    |
| Partei          | Sitze   | %       | Sitze   | %       | Sitze   | %       | Sitze   | %       | Sitze   | %       | Sitze   | %       | Sitze   | %       | Sitze   | %       |
| --------------- | ------- | ------- | ------- | ------- | ------- | ------- | ------- | ------- | ------- | ------- | ------- | ------- | ------- | ------- | ------- | ------- |
| CDU             | 17      | 35,47   | 18      | 37,69   | 25      | 52,87   | 23      | 46,83   | 20      | 37,34   | 21      | 39,77   | 24      | 46,23   | 24      | 46,31   |
| SPD             | 16      | 34,15   | 18      | 36,58   | 16      | 32,48   | 20      | 40,42   | 24      | 46,38   | 23      | 43,83   | 23      | 45,86   | 23      | 44,40   |
| FDP             | 05      | 10,13   | 04      | 06,99   | 03      | 05,07   | 0       | 04,84   | 04      | 08,88   | 03      | 06,87   | 04      | 07,92   | 04      | 09,29   |
| GRÜNE           | 04      | 08,38   | 04      | 07,35   | 02      | 04,75   | 04      | 07,91   | 03      | 07,40   | 04      | 09,44   | –       | –       | –       | –       |
| FWG1            | 02      | 03,81   | 02      | 05,18   | 02      | 04,83   | –       | –       | 0–      | 0–      | –       | –       | –       | –       | –       | –       |
| LINKE           | 02      | 03,40   | 0       | 02,38   | –       | –       | –       | –       | 0–      | 0–      | –       | –       | –       | –       | –       | –       |
| WFU2            | 01      | 02,62   | 02      | 03,83   | –       | –       | –       | –       | 0–      | 0–      | –       | –       | –       | –       | –       | –       |
| BIZ3            | 01      | 02,06   | –       | –       | –       | –       | –       | –       | 0–      | 0–      | –       | –       | –       | –       | –       | –       |
| DKP             | –       | –       | –       | –       | –       | –       | –       | –       | –       | –       | 0       | 00,10   | –       | –       | –       | –       |
| Gesamt6         | 48      | 100     | 48      | 100     | 48      | 100     | 47      | 100     | 51      | 100     | 51      | 100     | 51      | 100     | 51      | 100     |
| Wahlbeteiligung | 52,47 % | 52,47 % | 57,62 % | 57,62 % | 55,62 % | 55,62 % | 82,72 % | 82,72 % | 67,76 % | 67,76 % | 70,24 % | 70,24 % | 75,38 % | 75,38 % | 88,24 % | 88,24 % |

1Freie Wählergemeinschaft    
2Wir für uns    
3Bürgerinitiative Zukunft    
4Bunte Liste Bad Salzuflen    
5Einzelbewerber Malcher

6ohne Berücksichtigung von Rundungsdifferenzen

### Bürgermeister
Dirk Tolkemitt (CDU) ist seit 2020 der hauptamtliche Bürgermeister der Stadt. Erste Stellvertretende Bürgermeisterin ist Beate Hoffmann-Hildebrand, ebenfalls von der CDU. Tolkemitts Vorgänger waren Roland Thomas (SPD, 2015–2020), Wolfgang Honsdorf (SPD, 2004–2015), Gerhard Kleemann (CDU, 1999–2004), Heinz-Wilhelm Quentmeier (SPD, 1983–1999), Kurt Dröge (CDU, 1975–1982) sowie Heinrich Welslau (SPD, 1969–1975).
Bis 1999 war das Bürgermeisteramt ehrenamtlich.
Bei der Kommunalwahl 2020 wurde Dirk Tolkemitt (CDU) zum Bürgermeister gewählt. Auf ihn entfielen 11.469 Stimmen, auf Roland Thomas 9.045 Stimmen bei etwa 600 ungültigen Stimmen. Nach 16 Jahren liegt das Bürgermeisteramt in Bad Salzuflen bei der CDU, Tolkemitt ist der dritte CDU-Bürgermeister der Stadt.

### Land und Bund
Bad Salzuflen gehört zum Landtagswahlkreis Lippe I, in dem bei der Landtagswahl 2022 Klaus Hansen (CDU) als Direktkandidat gewählt wurde. Auf Bundesebene gehört Bad Salzuflen zum Bundestagswahlkreis Lippe I, in dem bei der Bundestagswahl 2025 Kerstin Vieregge (CDU) als Direktkandidatin gewählt wurde.

### Wappen, Flagge und Banner
| Banner, Wappen und Hissflagge |  |
|                               |  |
|                               |  |

Das Bad Salzufler Stadtwappen zeigt in Blau einen sechseckigen roten Brunnenschacht mit zwei silbernen (weißen) Galgenbäumen, an denen vorn ein steigender, hinten ein sinkender goldener (gelber) Eimer hängt, darüber ein goldener (gelber) achtstrahliger Stern. Es wurde am 31. März 1970 durch den Regierungspräsidenten in Detmold zuletzt genehmigt.
Das seit dem 16. Jahrhundert nachgewiesene Wappen geht auf ein Siegel aus dem Jahr 1375 zurück. Der Brunnen weist auf die Salzquellen hin und der Stern auf die ehemalige Zugehörigkeit zur Grafschaft Sternberg.
Die Flagge und das Banner der Stadt sind blau-weiß-blau im Verhältnis 1:2:1; die Flagge quer gestreift mit dem nach vorn verschobenen Stadtwappen im Mittelstreifen; das Banner längsgestreift mit dem Stadtwappen im Mittelstreifen oberhalb der Mitte.

### Städtepartnerschaften
Bad Salzuflen unterhält seit 1975 eine Partnerschaft mit Millau im Département Aveyron in Südfrankreich, seit 1979 mit dem ehemaligen Borough of East Yorkshire in England, dessen Zentrum das Seebad Bridlington war, sowie seit 1990 mit Luckenwalde im brandenburgischen Landkreis Teltow-Fläming. Es existieren zwei Arbeitskreise, die gelegentlich Reisen in die beiden Partnerstädte in Frankreich und England organisieren.

## Sehenswürdigkeiten

### Fachwerkhäuser

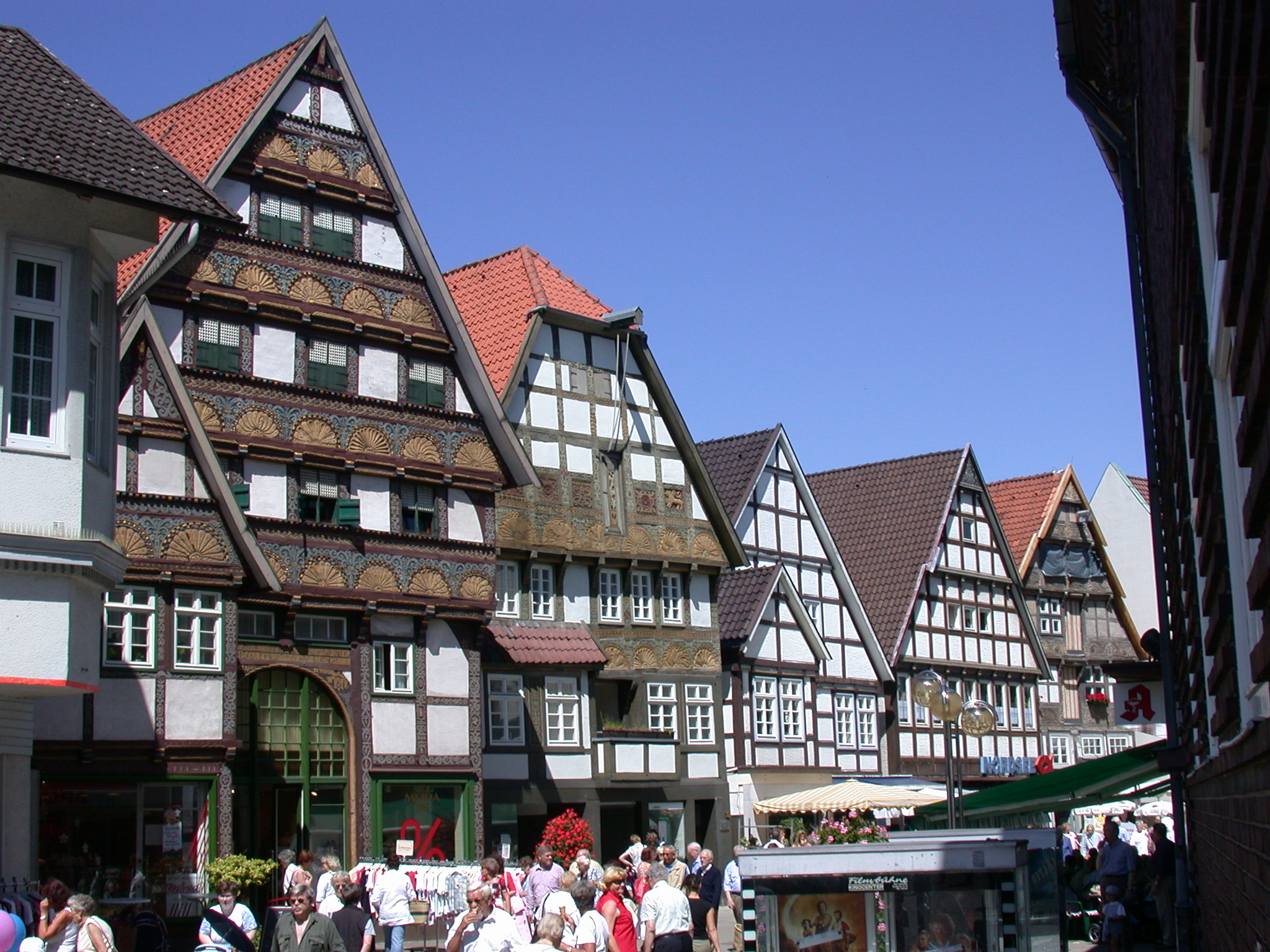
Weserrenaissance
Lange Straße 33 bis 41

Die Innenstadt weist noch immer eine größere Anzahl zumeist giebelständiger und reich beschnitzter Fachwerk-Dielenhäuser des 16. und 17. Jahrhunderts auf. So findet sich in der Fußgängerzone neben den Fachwerkhäusern Salzsiederstraße 2 (1551), Lange Straße 3 (1590) und Lange Straße 5 (1650) bis 9 eines der bedeutendsten noch erhaltenen Weserrenaissance-Ensembles in Ostwestfalen. Hierzu gehören die Häuser: Lange Straße 33 (1612), ein Fachwerkgiebelhaus mit reichem Schnitzwerk und Utlucht, Lange Straße 37 (1623), ein Fachwerkgiebelhaus mit Utlucht, sowie Lange Straße 41, Haus Obermeier, erbaut 1618 dessen reich geschnitzte Fassade im 19. Jahrhundert verändert wurde. In der ehemaligen Diele befindet sich ein fragmentarisch erhaltener Renaissance-Kamin. Im Haus war von 1982 bis 2010 das Stadt- und Bädermuseum untergebracht. Die Häuser in der Fußgängerzone sind alle gut erhalten, im Erdgeschoss aber meist durch Umbau zu Ladengeschäften mit Schaufenstern verändert.
Weitere nennenswerte Fachwerkhäuser befinden sich im Bereich um den Markt, so z. B. Am Markt 17 (1658), Steege 2 (1572) und Lange Straße 1 (1659), welches teilweise über der Salze erbaut wurde. Die schönsten und in den letzten Jahren teilweise aufwändig restaurierten Häuser findet man aber in der Altstadt von Bad Salzuflen. Beispiele sind hier: Obere Mühlenstraße 1, das ehemalige Haus Backs ist wohl das prächtigste Fachwerkhaus der Stadt, Wenkenstraße 8 (1631), ein dreigeschossiges Giebelhaus über spitzwinkeligem Grundriss, Wenkenstraße 10a (1520), ein dreigeschossiges Giebelhaus mit massivem Untergeschoss sowie mit Backstein ausgefüllten Gefachen im Zierverband ist das älteste durch eine Inschrift datierte Gebäude, Schennershagen 9 (1550), dessen Erbauerin Anna Wange 1556 als Hexe verbrannt wurde, sowie das Ensemble, bestehend aus den Häusern Ritterstraße 2, 6, 8 sowie Schennershagen 2, 3, 4, die ab 1990 saniert, verbunden und zum Hotel Arminius (ab 1889 in der Ritterstraße 2) ausgebaut wurden. Eine Reihe weiterer restaurierter Fachwerkhäuser der Altstadt stehen in der Wenkenstraße, Dammstraße, Obere Mühlenstraße, Ritterstraße, Brunnengasse, Schennershagen sowie gegenüber der Stadtmauer an der Turmstraße.

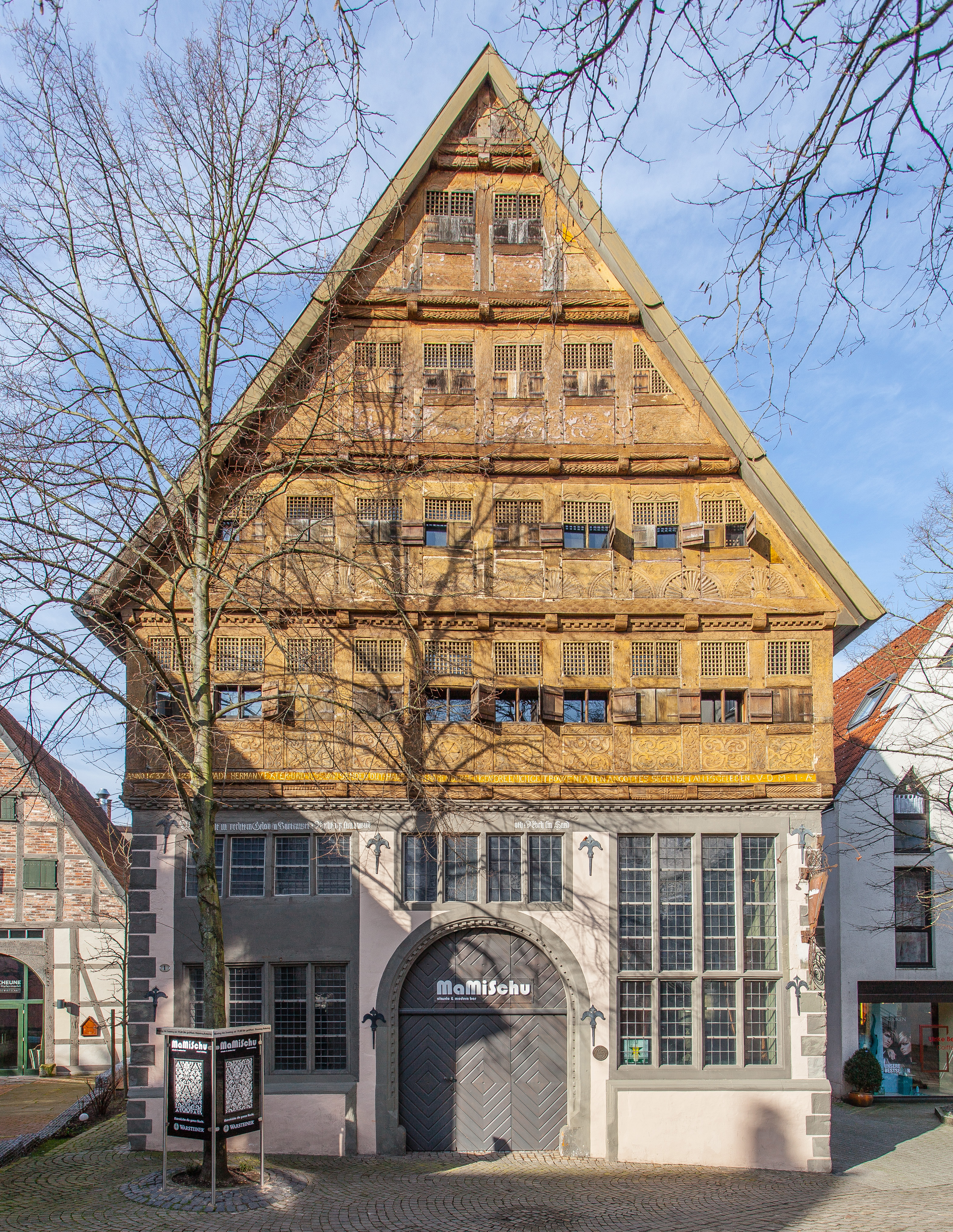
Haus Backs Obere Mühlenstraße 1
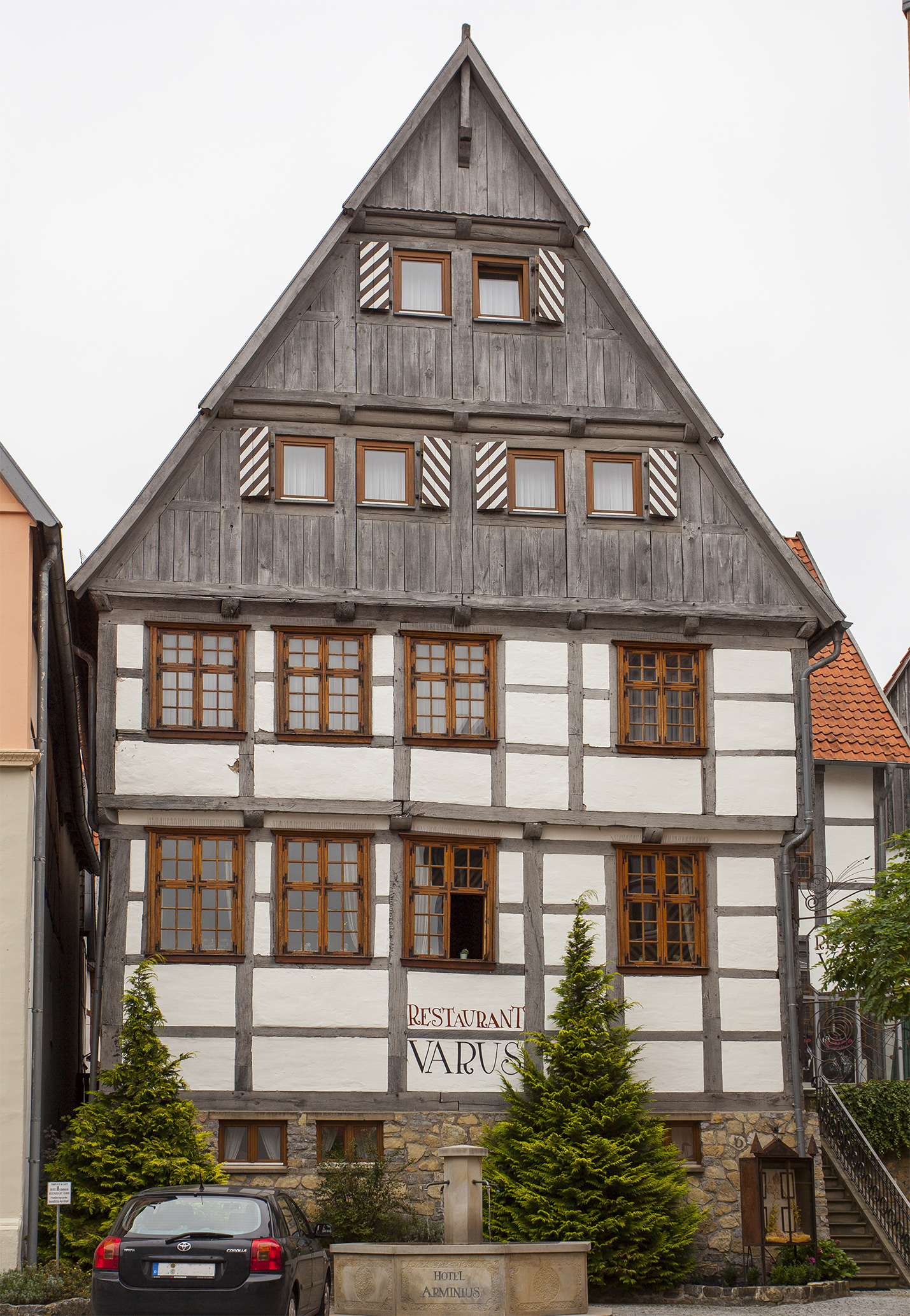
Hotel Arminius Ritterstraße 6
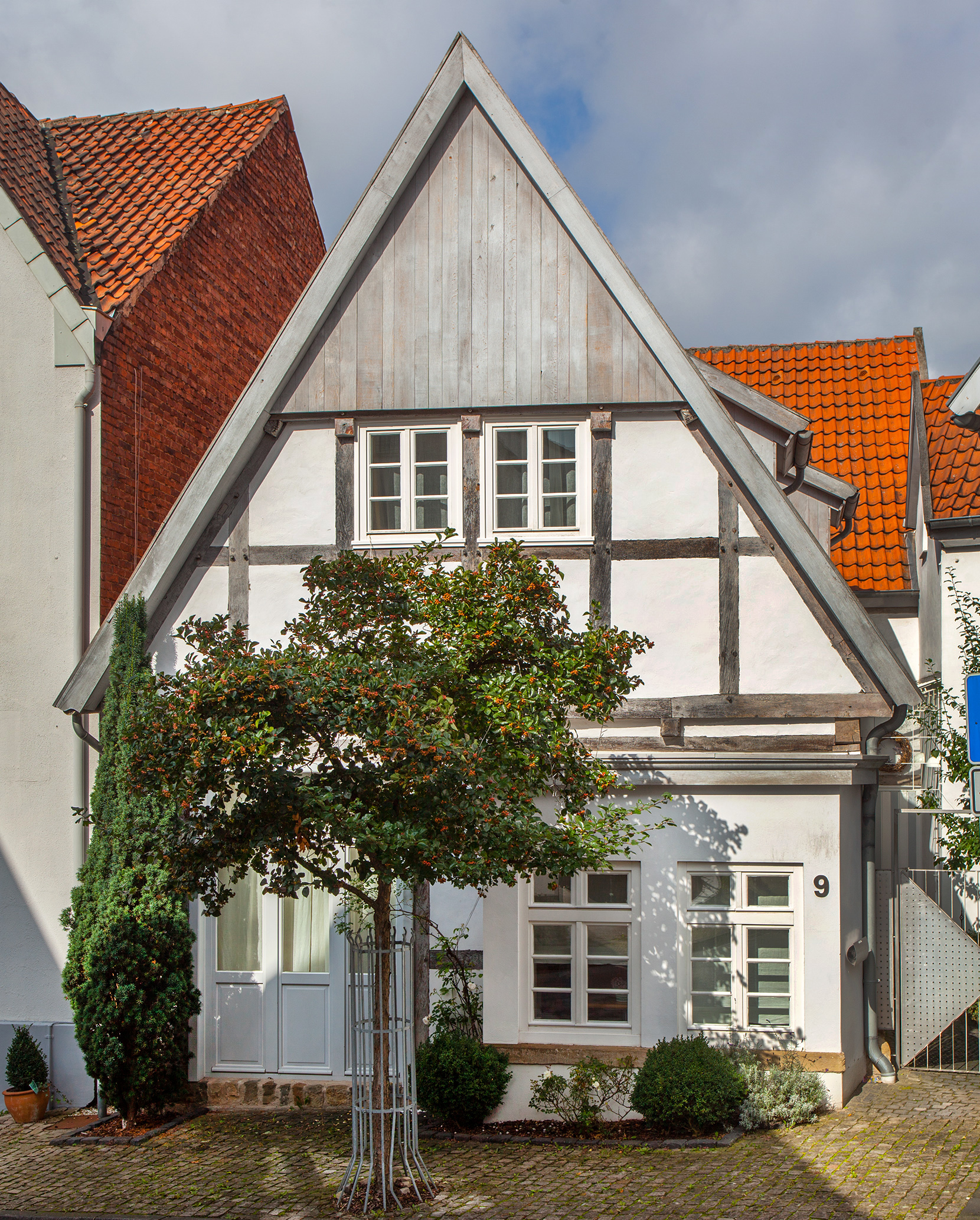
Hexenhaus Schennershagen 9
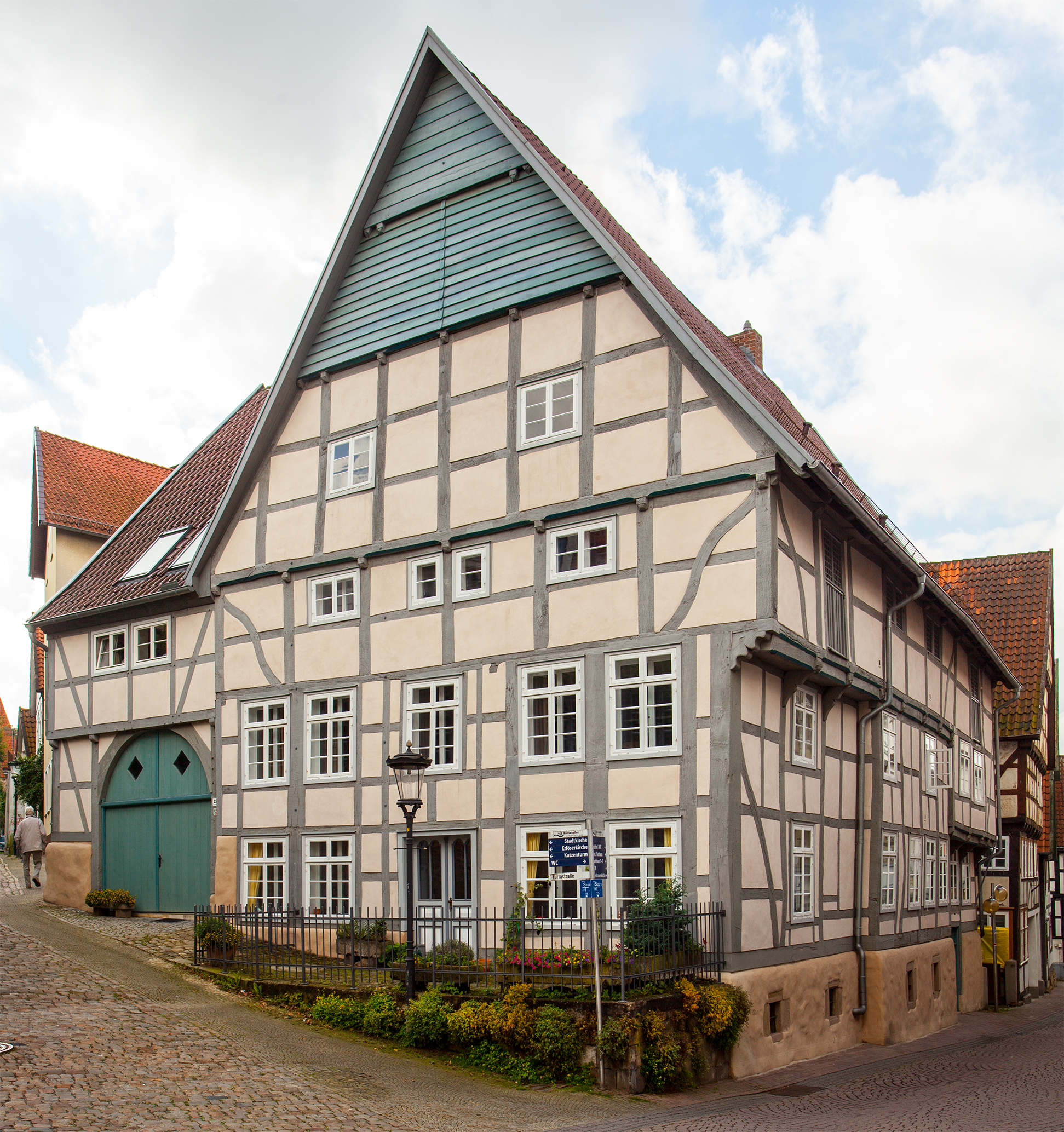
Haus Schuseil Turmstraße 23
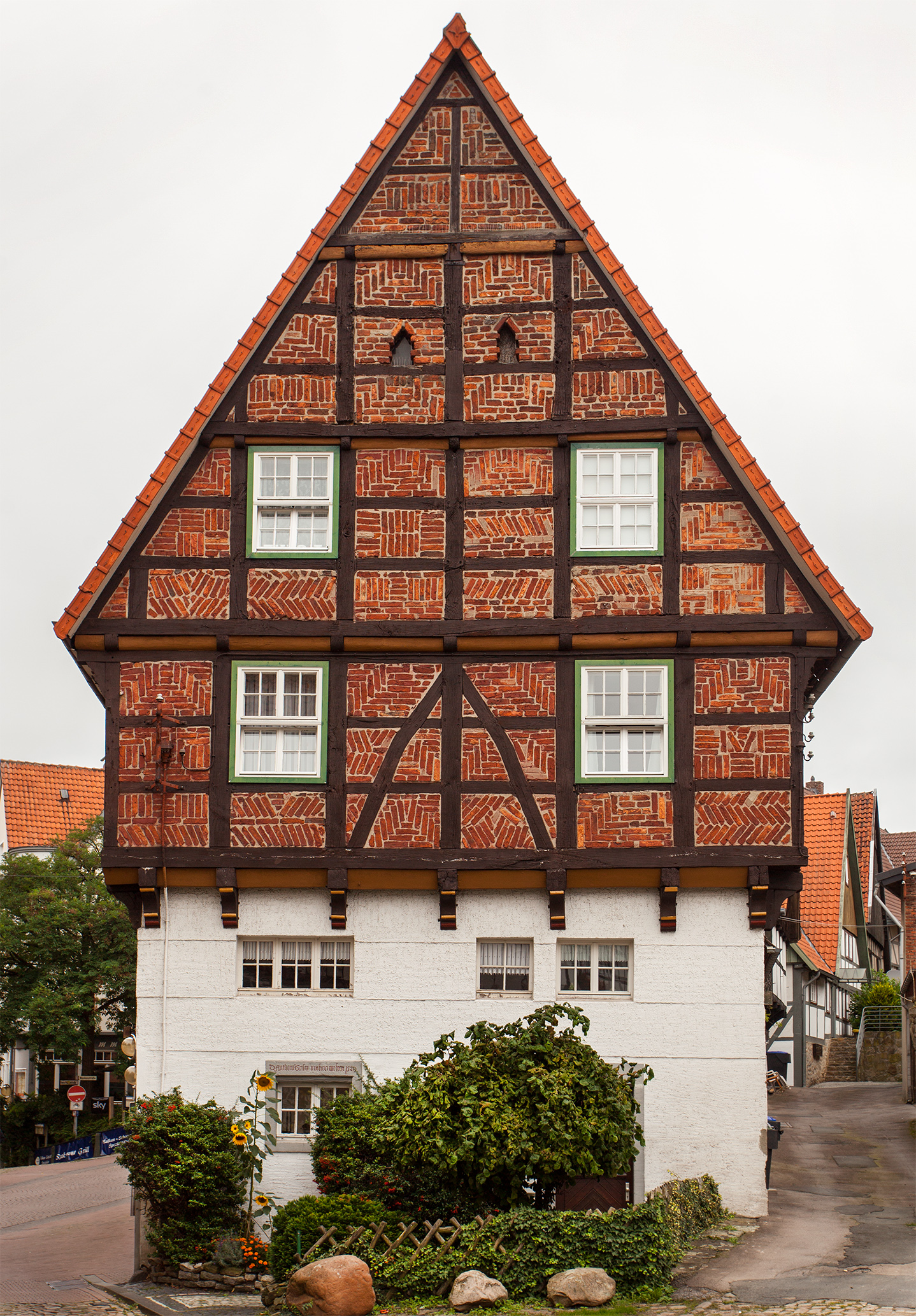
Ältestes Fachwerkhaus Wenkenstraße 10a

### Steinbauten der Renaissance

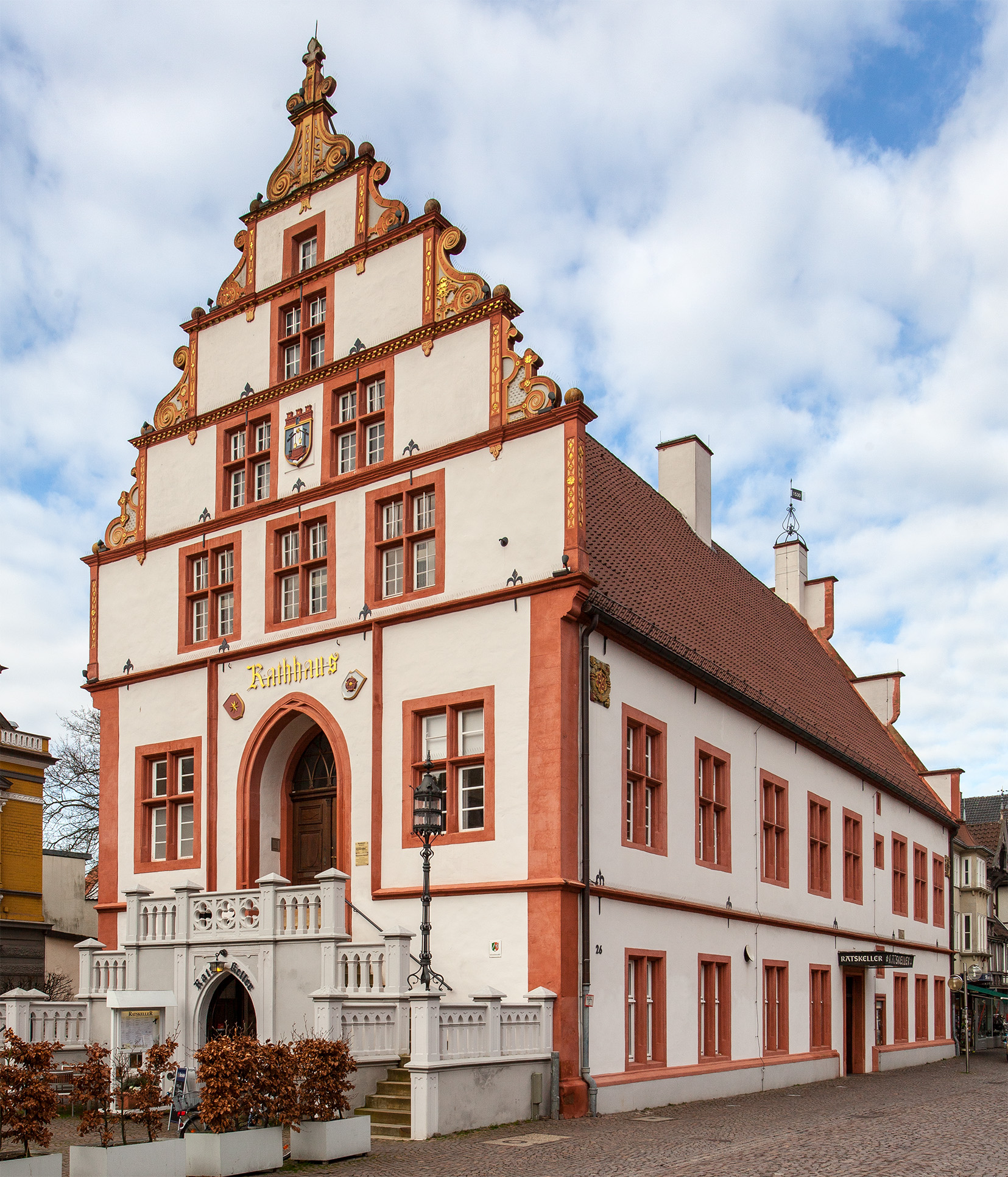
Historisches Rathaus
Am Markt 26

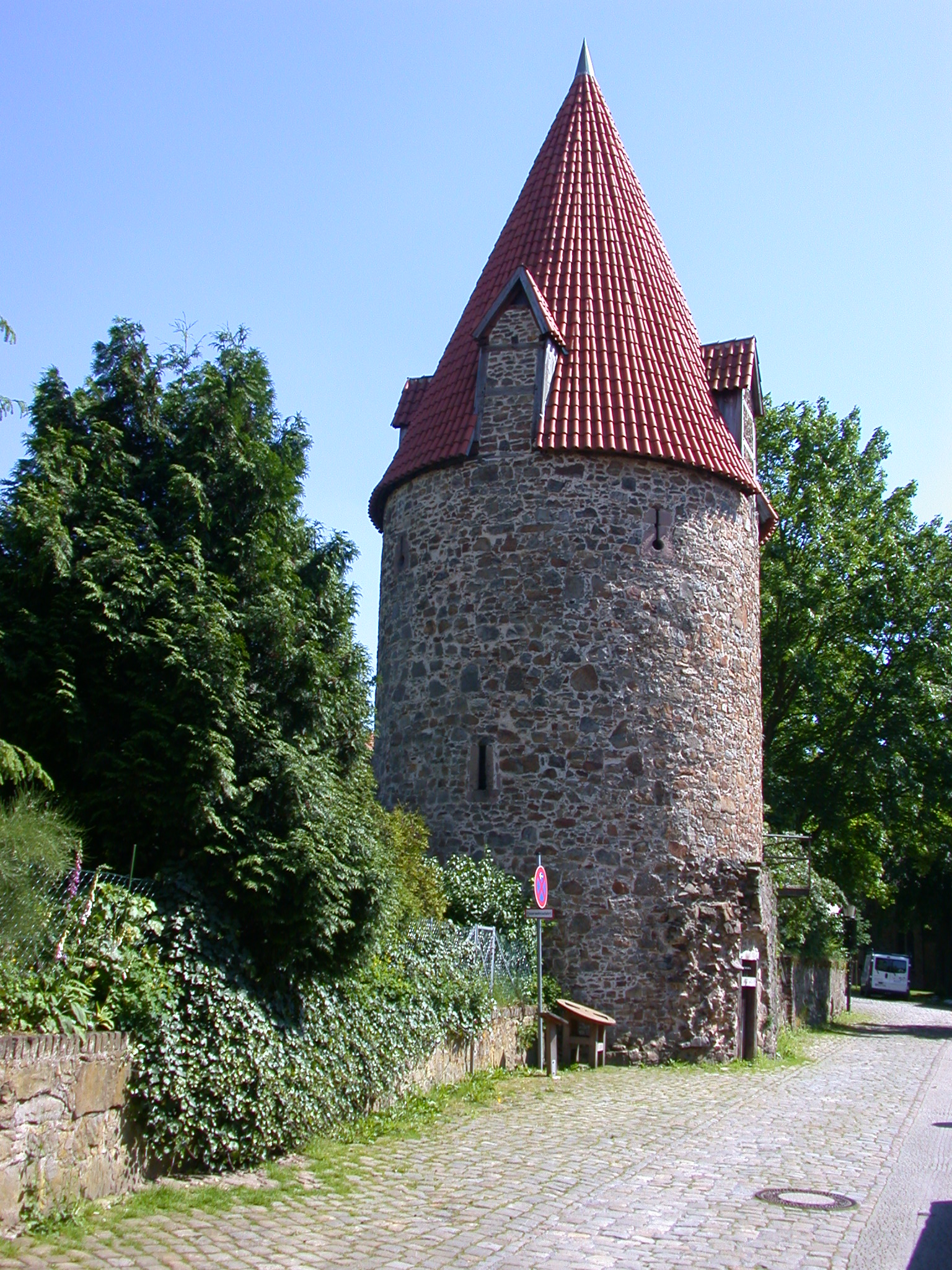
Der Katzenturm

Neben den vielen Fachwerkhäusern findet sich rund um das Historische Rathaus eine kleine Gruppe beachtenswerter Steinbauten aus der Renaissance.
Das 1545–1547 erbaute Rathaus wurde sowohl für die Bedürfnisse der Verwaltung als auch zur Repräsentation gebaut. Trinkstube, Hochzeits-, Tanz- und Zunfthaus, Gerichtszimmer, Parteienstube und Aktenkammer, Feuerwehr-Geräteraum und Munitionszimmer für die Schützen, Lagerräume für Leinen und Zehntkorn: alles unter einem Dach vereint. Über die Baumeister des im Renaissancestil erbauten Hauses mit schmaler Giebelfront und überhöhtem Blendgiebel liegen keine Angaben vor. Die drei Wappensteine an der Fassade (Stadtwappen, Rose und Stern) wurden erst später dort eingefügt. Ebenso der neugotische Treppenaufgang an der Vorderseite, der 1859–1860 nach Plänen von Karl Overbeck dort angebaut wurde. Gegenüber dem Historischen Rathaus steht das Haus Gießenbier (Am Markt 32). Der Bürgermeister Jobst Gießenbier ließ den zweigeschossigen Bruchsteinbau 1533 errichten. Daneben befindet sich das Haus Barkhausen (Am Markt 34) mit einem ursprünglich schlichten, spätgotischen Giebel, der um 1590 zum prächtigen Renaissancegiebel umgestaltet wurde. Weitere Gebäude in dieser Reihe sind Am Markt 36, die Fassade des um 1600 entstandenen Steinhauses wurde um 1860/70 überarbeitet und mit einem Balkon versehen sowie Am Markt 38, erbaut 1620. Seit 1792 befindet sich in diesem Gebäude die von Rudolph Brandes gegründete Brandes’sche Apotheke. In unmittelbarer Nähe befindet sich noch das älteste datierte Haus der Stadt. Am Markt 23 ist gemäß dendrochronologischen Untersuchungen 1510/19 erbaut. Das Gebäude diente von 1765 bis 1869 als Pfarrhaus. Im 18. Jahrhundert wurde der Steingiebel wegen Baufälligkeit durch eine Fachwerkkonstruktion ersetzt. Erhalten blieb auch das Hinterhaus mit Saal.
Insgesamt befinden sich in der Innenstadt von Bad Salzuflen etwa 60 denkmalgeschützte Fachwerkhäuser und prachtvolle Steinbauten aus der Renaissance, weitere in den Stadtteilen.

### Stadtmauer
Heute sind nur noch vereinzelt Teile der Stadtmauer zwischen dem Haus Osterstraße 46, der Otto-Künne-Promenade und Hinterm Bogen, sowie in der Mauer- und der Turmstraße mit dem Katzenturm erhalten. Der Name des Turmes ist aller Wahrscheinlichkeit nach auf das mittelhochdeutsche Wort „Katte“ zurückzuführen, was so viel bedeutet wie Schanze. Zeitweise nannte man den Katzenturm auch „Diebesturm“, weil hier Gauner und Diebe in einer Arrestzelle ihre Strafe absitzen mussten. – 1839 ließ der ehemalige Bürgermeister Christian Antze die Ausmaße der Stadtmauer feststellen: Baumeister Heinrich Cuhlemann errechnete eine Länge von rund 680 Metern, eine Höhe von 4,68 Metern und eine Dicke von 94 Zentimetern.
Der Katzenturm war ein wichtiger Teil des mittelalterlichen Frühwarnsystems am höchsten Punkt der Stadtbefestigung gelegen mit direkter Sichtverbindung zum Stumpfen Turm, der spätestens im Zuge der Stadtbefestigung nach 1447 als Wachturm gebaut worden ist. Er befindet sich als Ruine erhalten noch heute an der Alten Vlothoer Straße, etwa zweieinhalb Kilometer von der Stadt Bad Salzuflen entfernt, und hat noch eine Höhe von ungefähr 5,5 Metern.

### Schlösser und Landgüter

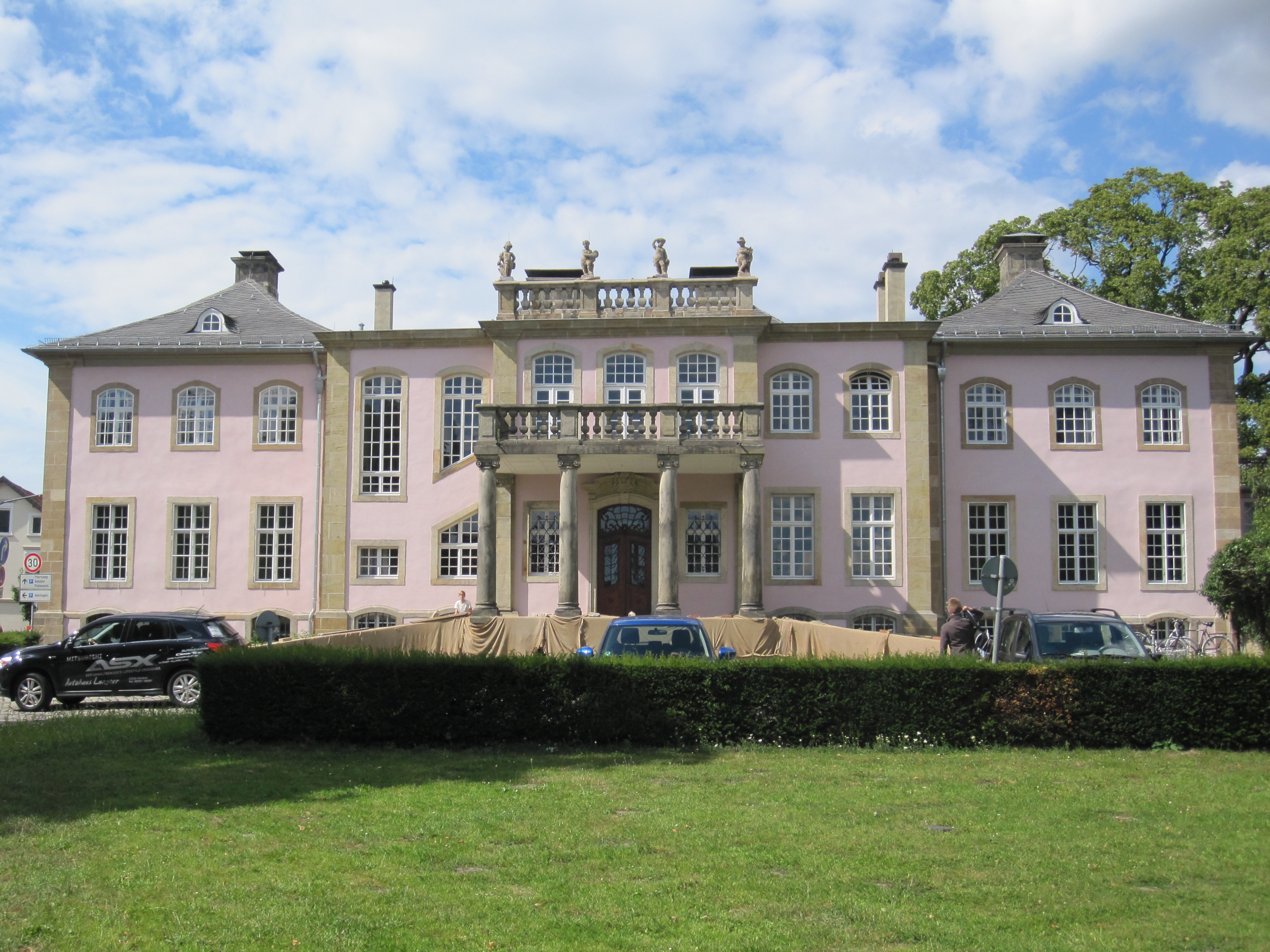
Schloss Stietencron

Das Schloss Stietencron in Schötmar wurde 1729–1732 im Stil des Spätbarock erbaut. Auftraggeber war der Besitzer des Rittergutes Schötmar, der schwedische und kurhessische Staatsminister August Moritz Abel Plato von Donop. Nach wechselnden Besitzern wurde die Anlage 1831 Sitz der Familie von Stietencron. Ab 1909 wurde es um die neue Eingangshalle und das Treppenhaus an der Eingangsseite erweitert. 1949 gingen Schloss und Park in das Eigentum der Stadt Schötmar über. Seit dem Jahr 1983 hat die Musikschule Bad Salzuflen ihren Sitz im Schloss Stietencron. Im Rokokosaal des Schlosses werden Trauungen durchgeführt.
Das Gut Steinbeck ist ein bereits 1320 urkundlich erwähntes Rittergut im Ortsteil Wüsten. Graf Simon VI. machte den Hof Anfang des 17. Jahrhunderts zu einer herrschaftlichen Meierei. Der aus Bremen stammende Johann Heinrich von Lengerke (1825–1906) erwarb 1864 das Rittergut und ließ 1869 ein Herrenhaus im Stil der Tudorgotik erbauen. Das öffentlich nicht zugängliche Gebäude steht unter Denkmalschutz.
Die Bauernburg Schwaghof liegt auf dem Gelände des ehemaligen Gutshofes Schwaghof etwa drei Kilometer nördlich der Innenstadt. Der zweigeschossige Bau aus Bruchsteinen stammt im Kern aus dem späten Mittelalter. Das Fachwerkgeschoss und das Dach stammt aus der Zeit Anfang des 17. Jahrhunderts. Genutzt wurde der Bau unter anderem als Kornspeicher. Er bot darüber mit seinen etwa 1 Meter dicken Mauern den Hofleuten als Bergfried Zuflucht.

### Gründerzeitarchitektur des 19. Jahrhunderts

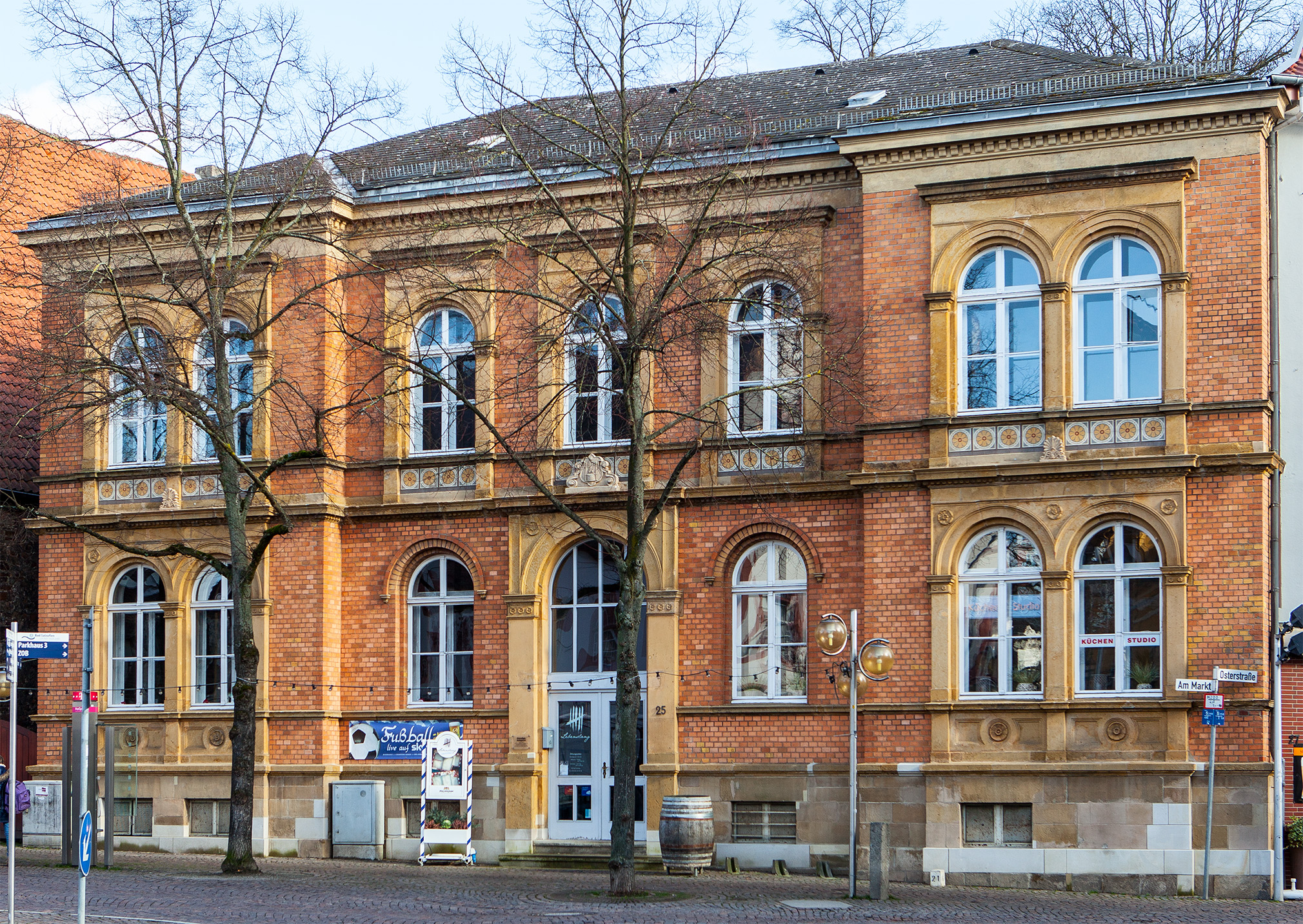
Ehemaliges Amtsgericht Bad Salzuflen

Der neuerliche wirtschaftliche Aufschwung Bad Salzuflens zu Ende des 19. Jahrhunderts ist noch heute an einigen gut erhaltenen Beispielen für Gründerzeitarchitektur überwiegend im Stil der Neorenaissance im Stadtbild erkennbar. So finden sich um das 1879/80 im Stil der Neorenaissance erbaute ehemalige Stadt- und spätere Amtsgericht Am Markt 25 die repräsentativen Wohn- und Geschäftshäuser Lange Straße 21, Am Markt 16 (Haus Uekermann erbaut 1898/99) sowie Am Markt 30 (Wohn- und Geschäftshaus Hanke, erbaut 1898). Weitere Beispiele sind der Salzufler Bahnhof (eröffnet 1881), die ehemalige Rektorschule in der Turmstraße 2/2a (erbaut 1879/80), die wegen der verwendeten roten Backsteine auch „Rote Schule“ genannt wird, sowie die ehemalige, 1898/99 erbaute Realschule in der Hermannstraße 32 (heute VHS). Auch in den Stadtteilen findet sich Gründerzeitarchitektur wie beispielsweise das 1895 für Schötmar errichtete Postgebäude. Dieses wurde im Auftrag der seinerzeit zuständigen Kaiserlichen Oberpostdirektion Minden in der Schloßstraße 10 erbaut und später mehrfach erweitert.

### Villen und Bäderarchitektur

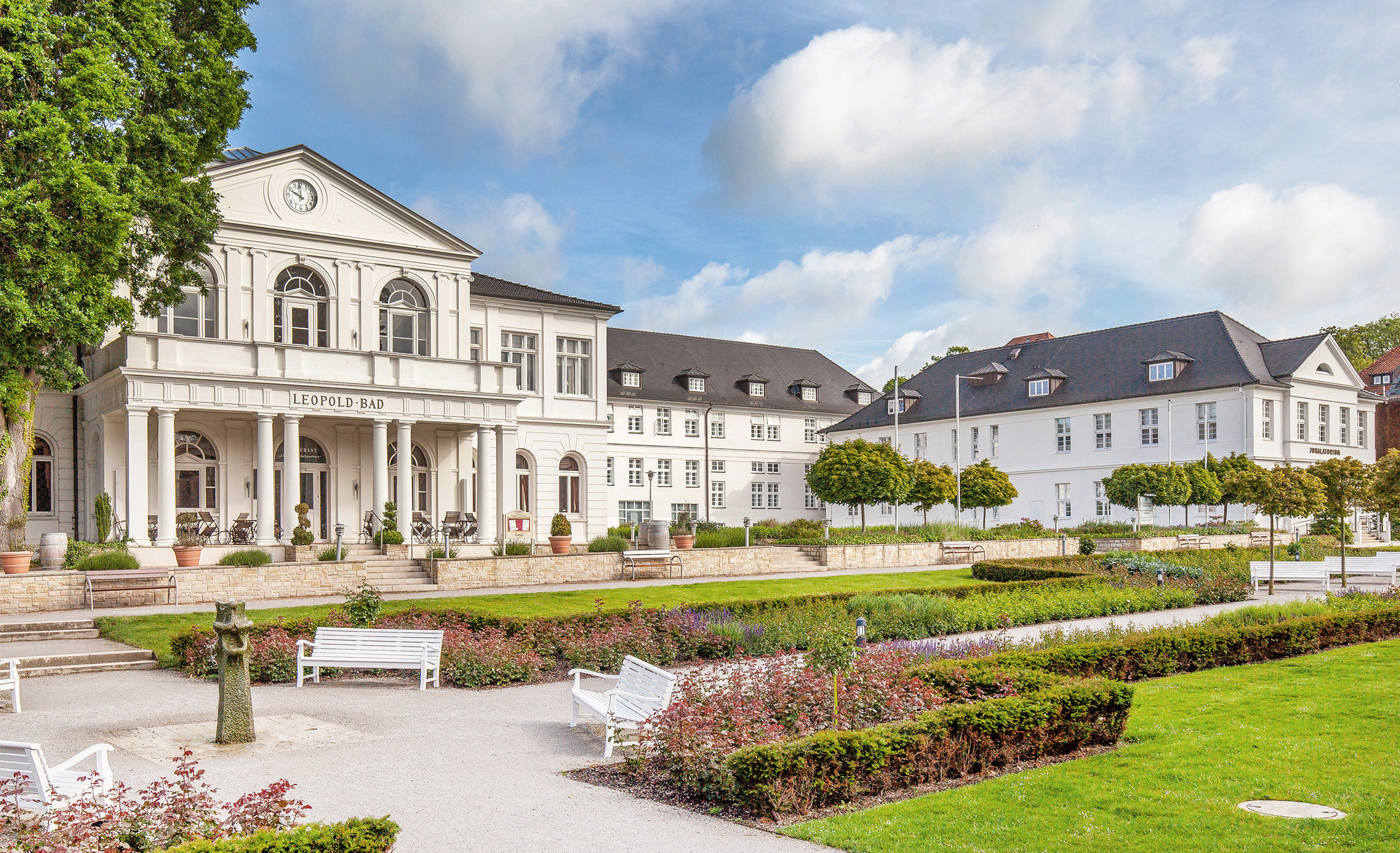
Leopold-Bad und Inhalatorium

Mit seinen Thermal- und Solequellen entwickelte sich die Stadt ab 1818 zu einem lippischen Staatsbad und erhielt 1914 den Namenszusatz „Bad“. Das hatte natürlich Auswirkungen auf die Entwicklung der Stadt und führte zu einer ganzen Reihe neuer Gebäude im Stil der Zeit. So entstanden zwischen 1855 und 1906 im Bereich des Rosengartens einige klassizistische Bade- und Anwendungshäuser wie beispielsweise das Badehaus I (1855–1856), das Leopold-Bad (1903) und das Inhalatorium (1903) die noch heute, wenn auch teilweise in anderer Funktion, gut erhalten sind. Im Bereich Parkstraße entstanden mit dem Kurpark das nach Plänen von Fritz Seiff erbaute Kurhaus (1900) mit dem Kurtheater (1908) sowie eine Vielzahl von Pensionshäusern und Villen in der Bismarck- und Parkstraße. Das bedeutendste dieser Gebäude ist dabei sicher die Villa Dürkopp, erbaut im Stil des Neobarock in exponierter Lage zwischen 1914 und 1917 als Alterswohnsitz des Bielefelder Fabrikanten Nikolaus Dürkopp. Nennenswert sind auch die Häuser Parkstraße 4 (Haus Erdbrügger), Parkstraße 13 (Villa Kurpark), Parkstraße 15 (Villa Luise), Parkstraße 39 (Haus Seeblick) sowie das Hotel „Fürstenhof“ (erbaut 1908, seit 1959 Parksanatorium). Weitere Pensionen und Jugendstilvillen finden sich in der Wald-, Wenken- oder Moltkestraße. Besonders sehenswert ist hier eine Gruppe von vier pittoresken Jugendstilvillen in der Waldstraße 1 und 3 sowie direkt gegenüber 18 und 20. Viele Gebäude ab 1909 stammen von dem bekannten Salzufler Architekten Rudolf Günther (1880–1941) wie beispielsweise Haus Hansa, Parkstraße 36–38, das Haus Wenkenstraße 1–5, Am Herforder Tor 9 und das Haus Bender, ein Eckbau in exponierter Lage (Ecke Bleichstraße/Parkstraße), eines der bedeutendsten, bis heute erhaltenen Bauwerken der Bäderarchitektur des frühen 20. Jahrhunderts in Westfalen.

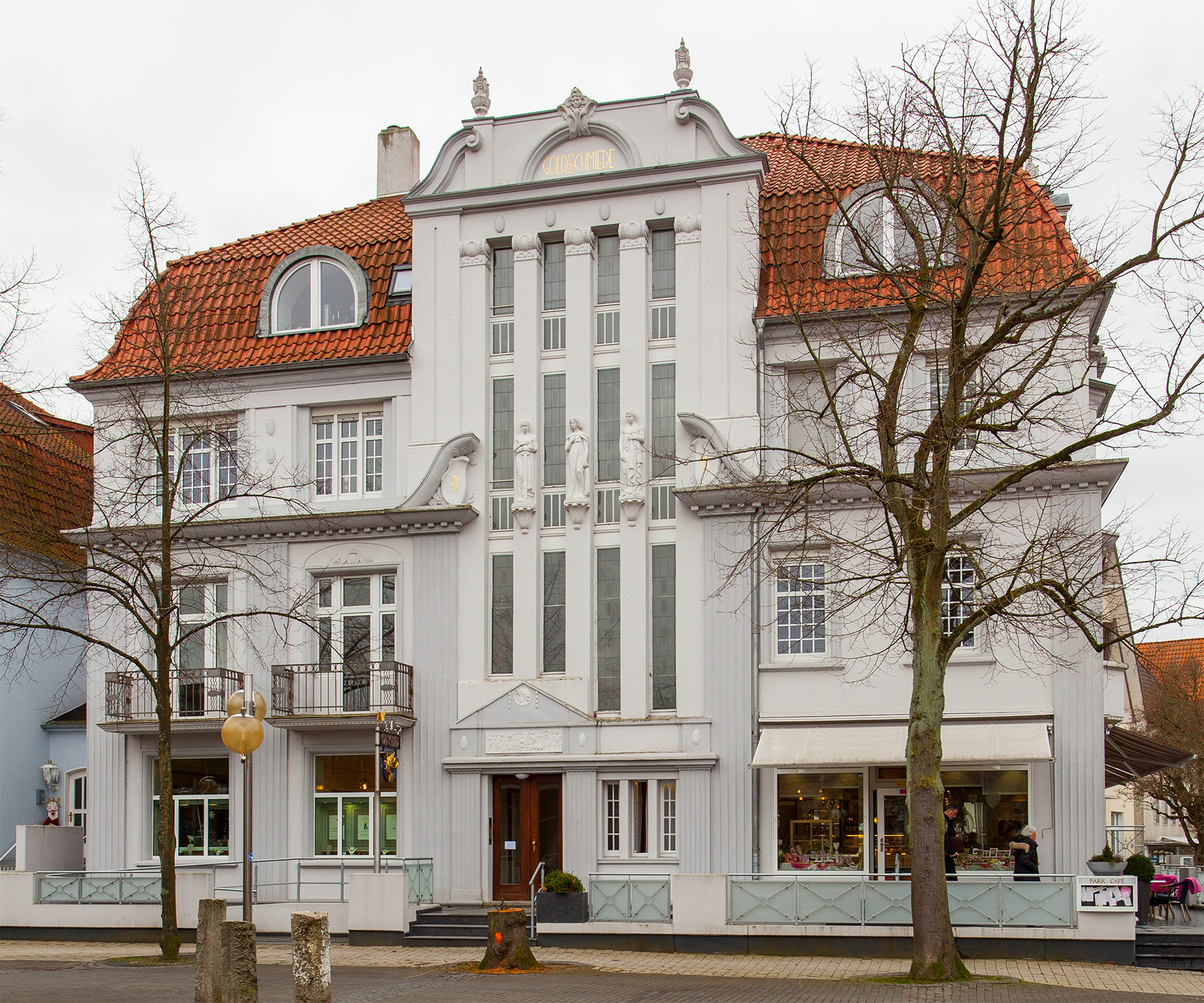
Haus Bender Erbaut 1911–1912 Parkstraße 16
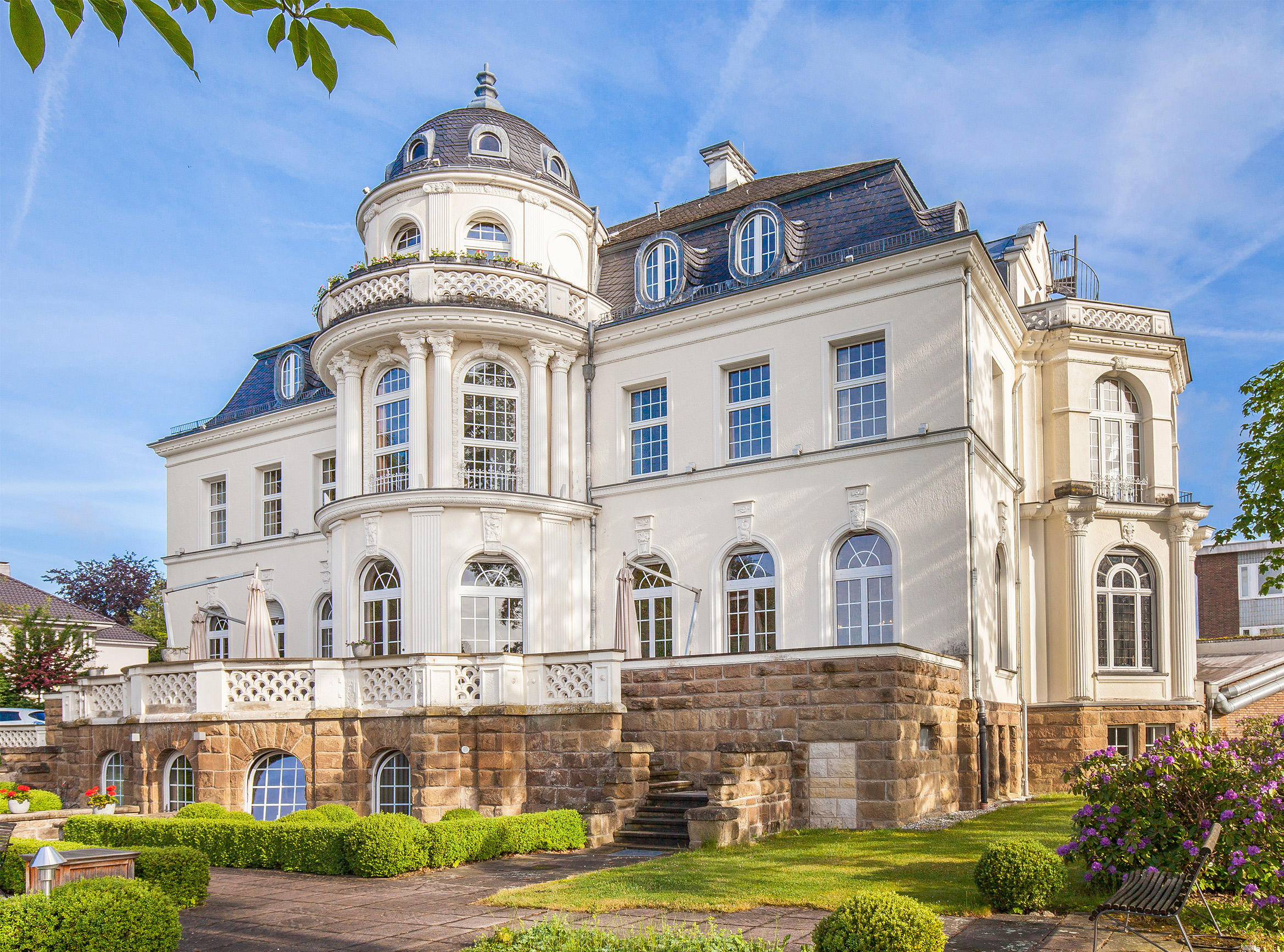
Villa Dürkopp Erbaut 1914–1917 Obernbergstraße 2
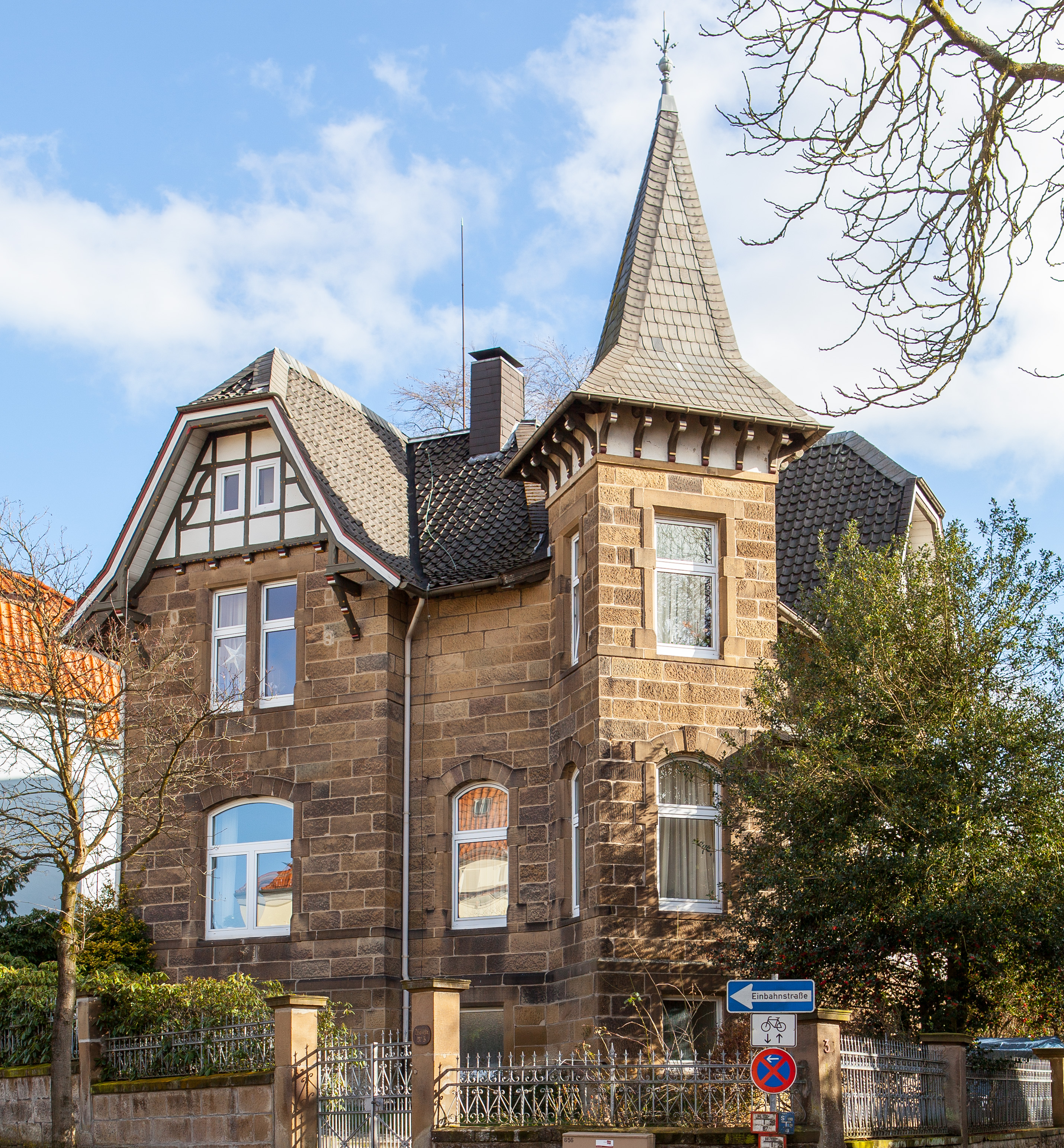
Jugendstilvilla Erbaut um 1900 Waldstraße 3
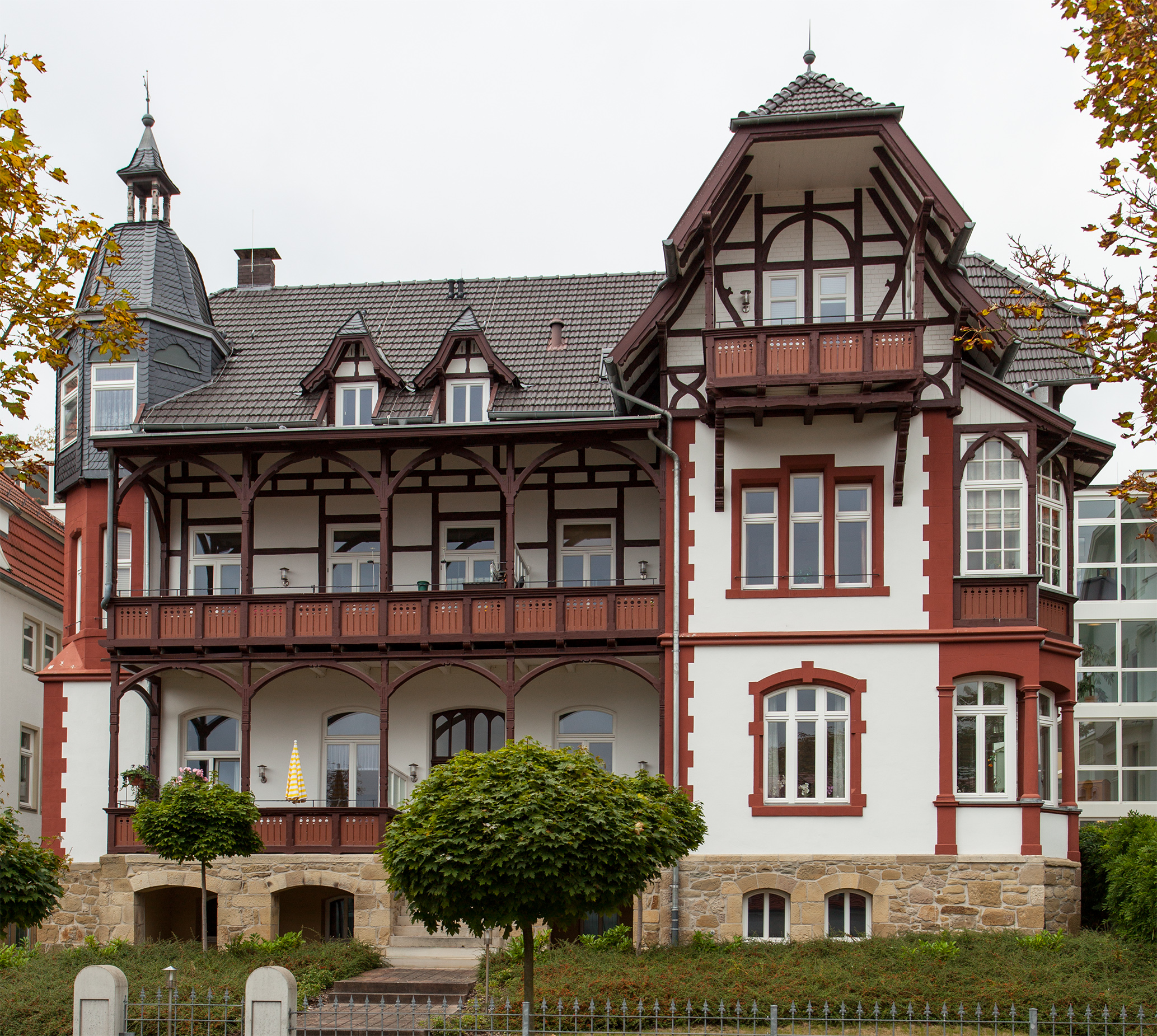
Villa Kurpark Erbaut um 1900 Parkstraße 13

### Moderne und zeitgenössische Architektur

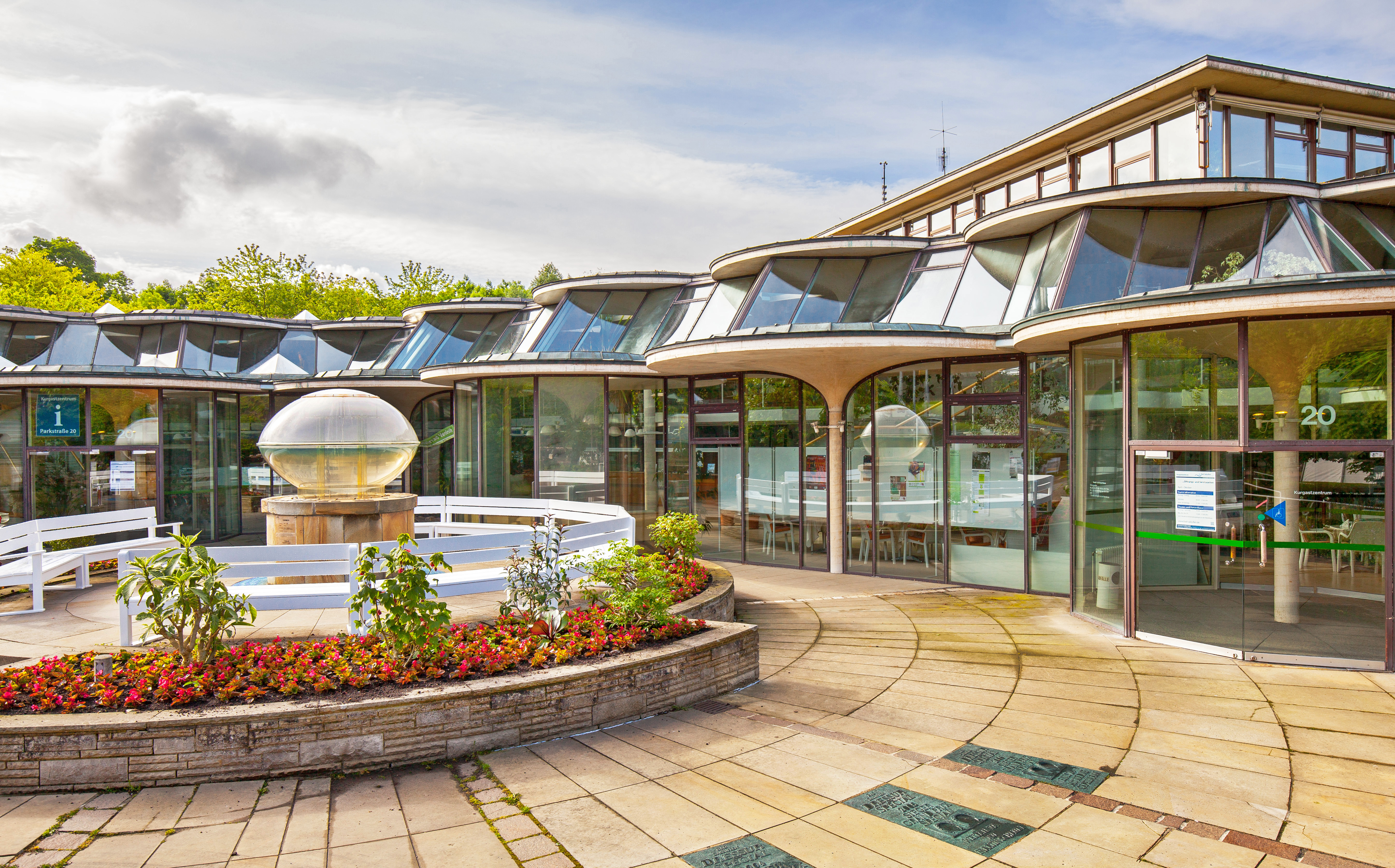
Kurgastzentrum

Zu den nennenswerten Gebäuden der klassischen Moderne im Stil des Neuen Bauens gehört das 1933 erbaute Tanzlokal „Rheingold“, Lange Straße 18, sowie das 1928 nach einem Entwurf von Rudolf Günther erbaute Gemeindehaus der evangelisch-reformierten Gemeinde Bad Salzuflen in der Von-Stauffenberg-Straße 3. Ein typisches Beispiel für die Bäderarchitektur der frühen 1960er Jahre ist die 1961 erbaute Konzerthalle mit angrenzender Wandelhalle. Auch weltbekannte Architekten wie Günter Behnisch (1922–2010), der u. a. den Münchener Olympiapark oder den neuen Plenarsaal des Deutschen Bundestags in Bonn entworfen hat, haben in Bad Salzuflen ihre Spuren hinterlassen. Das 1981–1983 von Behnisch & Partner erbaute Kurgastzentrum wurde 1985 vom Bund Deutscher Architekten, Nordrhein-Westfalen, ausgezeichnet. Es prägt mit seiner von Frank Lloyd Wright adaptierten Dachkonstruktion aus gestielten Tellern (Johnson Wax Headquarters 1939), den gesamten Bereich vor dem Kurparkeingang. Das Kurgastzentrum ist seit November 2011 das jüngste Baudenkmal der Stadt.
So wie zu Beginn des 20. Jahrhunderts insbesondere der Architekt Rudolf Günther das Stadtbild geprägt hat, war es zur Jahrtausendwende das Salzufler Architekturbüro Schmidt / Schmersahl + Partner mit Gebäuden wie der Sparkassen Hauptverwaltung in der Bahnhofstraße, dem prämierten Parkhaus am Ostertor, dem gewonnenen Wettbewerb für die Umgestaltung des Salzhofes sowie der Baugruppe an der Unteren Mühlenstraße, die sich mit ihrer Kleinteiligkeit und dem adaptieren mittelalterlicher Formate und Dachformen besonders harmonisch in das historische Stadtbild einfügt und vom Westfälischen Amt für Landschafts- und Baukultur zusammen mit anderen Neubauten z. B. der Bebauung an der Langen Straße gegenüber dem Salzhof, als positives Beispiel für Stadterneuerung genannt wird.

### Industriekultur

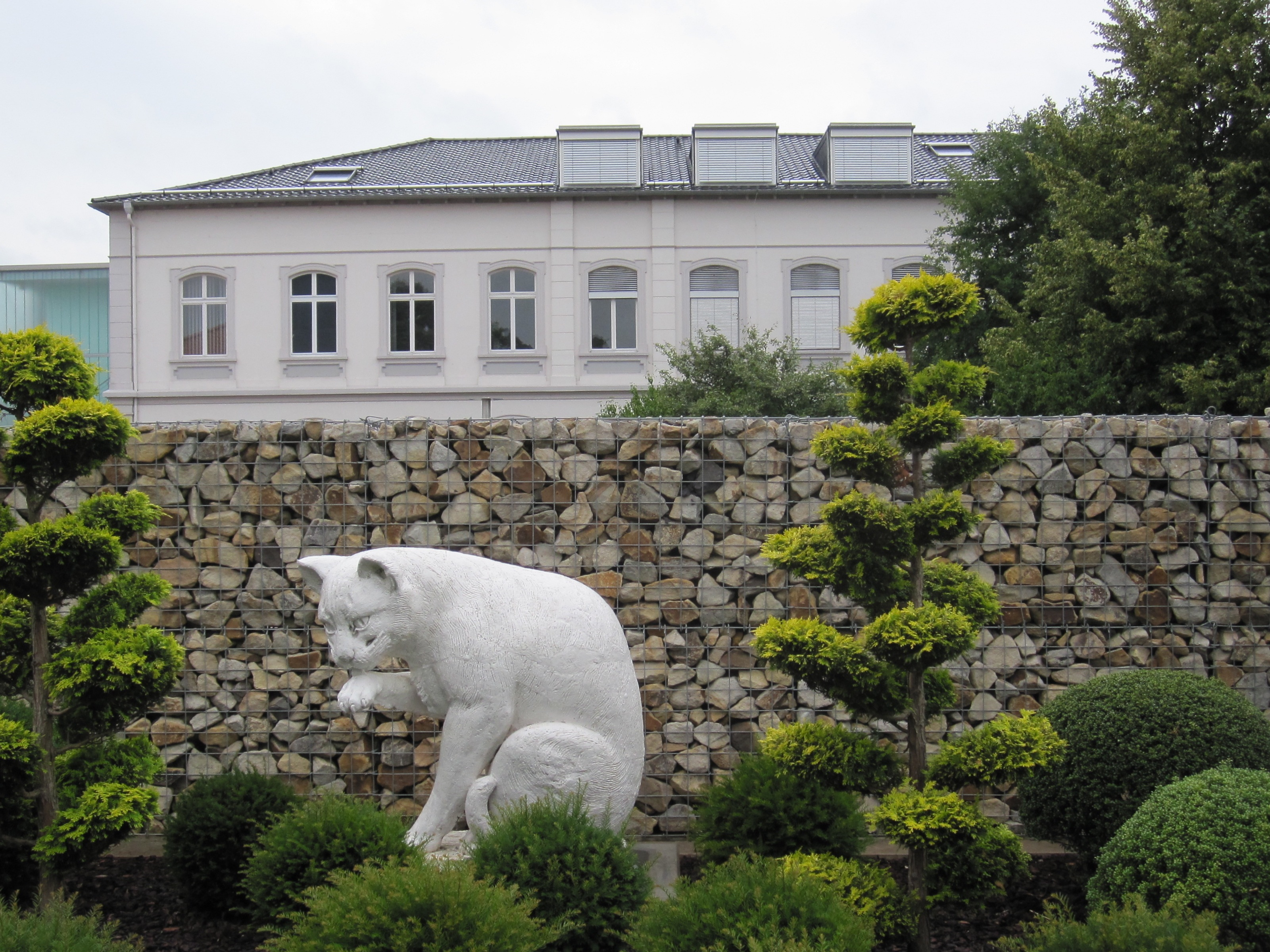
Hoffmann’s Katze nach einer Zeichnung von Fedor Flinzer vor dem ehemaligen Verwaltungsgebäude der Stärkefabrik

Schon ab dem Mittelalter gab es in Bad Salzuflen neben der Salzgewinnung auch einige Wind- und Wassermühlen mit vorindustrieller Produktion sowohl im Stadtgebiet als auch in den später eingemeindeten Ansiedlungen. So findet sich beispielsweise in der Innenstadt noch heute die alte Stadtmühle in der Dammstraße 7.
Ab Mitte des 19. Jahrhunderts siedelten sich in Salzuflen verschiedene Industriebetriebe an, deren Bauten teilweise auch heute noch existieren. Hoffmann’s Stärkefabriken, das älteste Industrieunternehmen in Bad Salzuflen wurde am 29. September 1850 von Heinrich Salomon Hoffmann an der heutigen Hoffmannstraße gegründet. Die zum größten europäischen Stärkeproduzenten aufgestiegene Firma beschäftigte um 1900 rund 1200 Mitarbeiter und war damit nicht nur das leistungsstärkste Wirtschaftsunternehmen der Stadt, sondern darüber hinaus auch im damaligen Land Lippe. Die Produktion am Salzufler Standort wurde 1990 eingestellt und nur noch wenige Gebäude wie beispielsweise das Verwaltungsgebäude und die Feuerwehrstation sind heute erhalten. Carl Friedrich Wolff (1799–1879) gründete 1853 die Zigarrenfabrik Wolff, diese befand sich zunächst am Markt in Schötmar und ab 1888 am heutigen Schnittpunkt der Eduard-Wolff-Straße mit der Schlossstraße. 1898 wurde die Schokoladen- und Keksfabrik August Dedert gegründet. Von der im Jahre 1965 stillgelegten Fabrik ist heute noch die Dedert’sche Fabrikantenvilla mit Produktionsgebäude von 1933 in der Uferstraße 20 u. 20a erhalten. Im 20. Jahrhundert siedelte sich dann 1927 die Lippische Celluloidwarenfabrik (heute Licefa), sowie 1938 ein Zweigbetrieb der Werther’schen Zuckerwarenfabrik, heute August Storck KG, an. Mit Ausbruch des Zweiten Weltkrieges wurde der Betrieb schon kurze Zeit später wieder eingestellt.
Ein weiteres Beispiel für Industriekultur in der Innenstadt ist das Gebäude der Druckerei Gerlach aus dem Jahr 1926, entworfen von Rudolf Günther, in der Salzsiederstraße 2. Hier wurde noch bis 1941 die Zeitung Lippischer Allgemeiner Anzeiger gedruckt.

## Kureinrichtungen

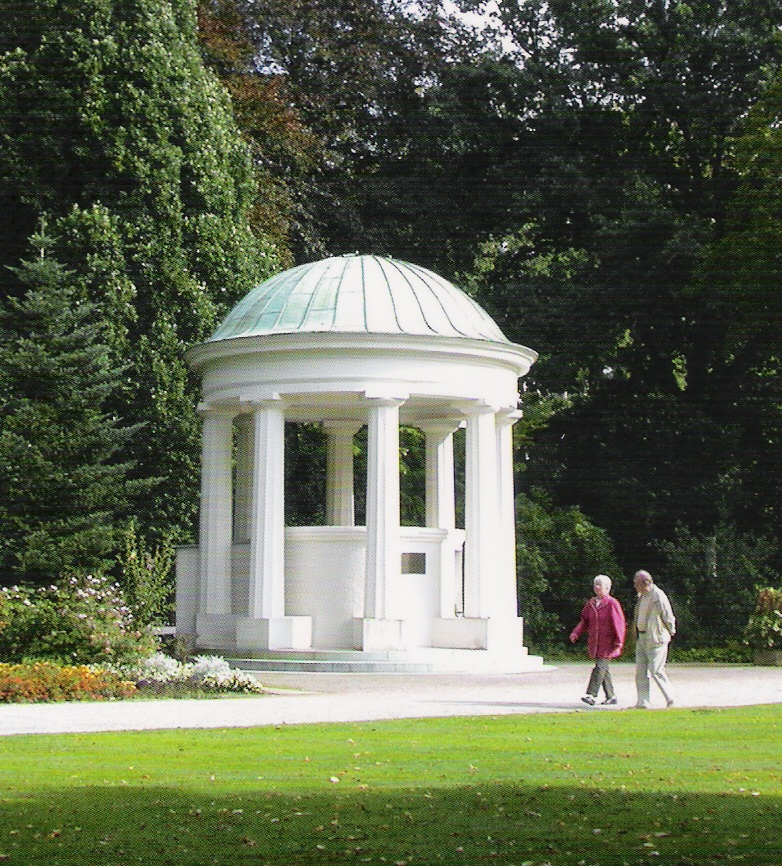
Leopoldsprudel im Kurpark

### Thermalquellen
Bad Salzuflens älteste noch erhaltene Quelle ist die 1802 in 63 Meter Tiefe angebohrte und nach der Fürstin Pauline zur Lippe (1769–1820) benannte Paulinenquelle auf dem Salzhof. Das Heilbad Salzuflen gab es zu diesem Zeitpunkt noch nicht, jedoch war die Bohrung zur Sicherung der Sole für die Salzgewinnung sehr wichtig und wird heute als Gradierquelle genutzt. Die Paulinenquelle wurde 1934 mit dem vom Architekten Rudolf Günther und dem Bildhauer Gustav Reitner gemeinschaftlich gestalteten Brunnendenkmal überbaut. Mitten im Kurpark steht das Wahrzeichen Bad Salzuflens, der Brunnentempel über dem Leopold-Thermalsprudel. Mit der Erschließung dieser Therme 1906 wurde Salzuflen zum Thermalbad. Taufpate war der letzte regierende Fürst Lippes, Leopold IV. zur Lippe (1871–1949). Zusammen mit dem Loosebrunnen, den beiden Sophienquellen, Sophienbrunnen, Neubrunnen, Inselbrunnen sowie dem Gustav-Horstmann-Sprudel und der Therme III befinden sich neun Thermalquellen, überwiegend im Verlauf der Salze gelegen, im Stadtgebiet.

### Gradierwerke

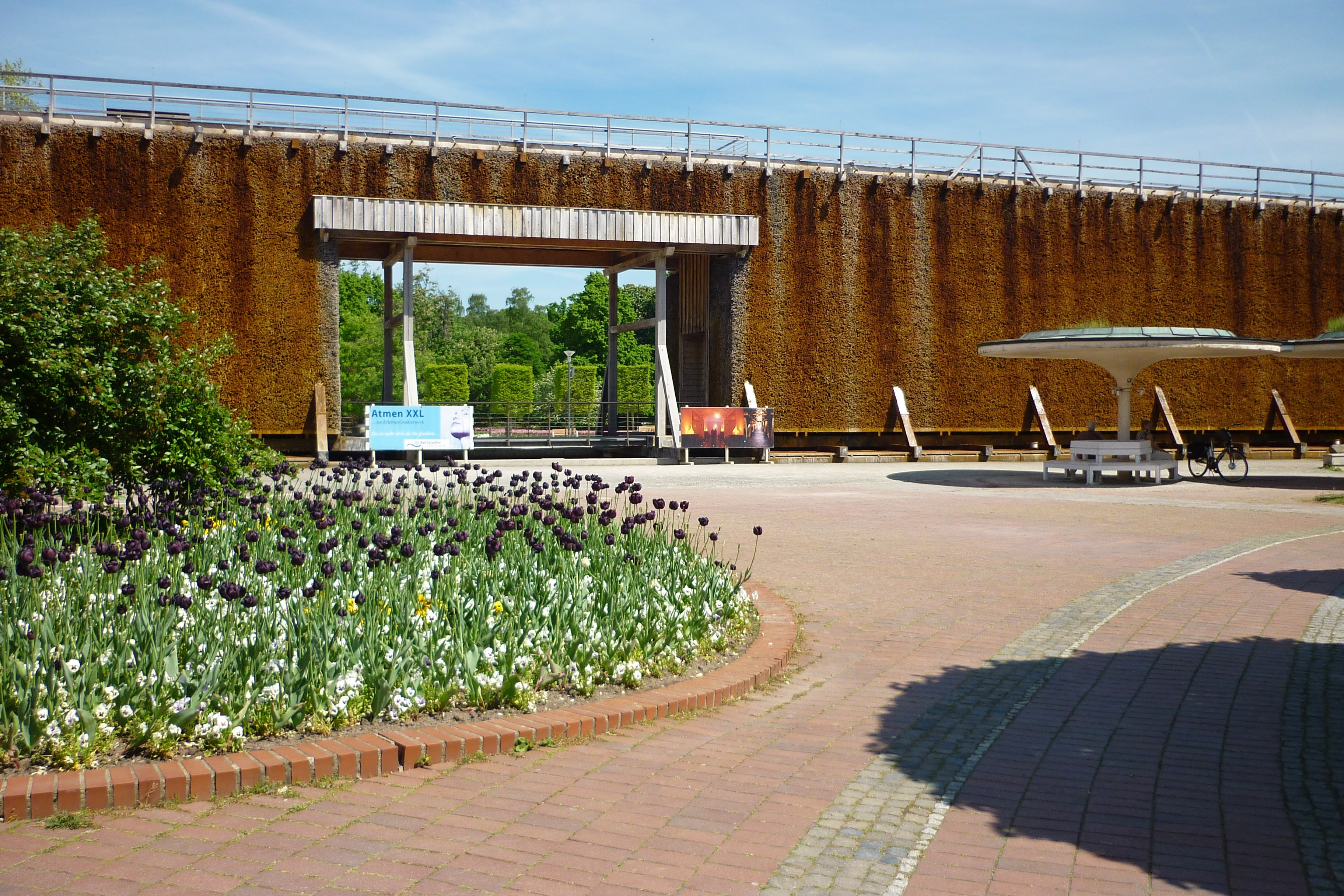
Das neue Erlebnis-Gradierwerk (2011)

Ein Überbleibsel der Salzgewinnung sind auch die oft fälschlich als Saline bezeichneten Gradierwerke mit einer Länge von früher insgesamt 424 Meter, heute etwa 300 Meter. Von den ursprünglich vier vorhandenen Gradierwerken sind nur noch zwei vollständig erhalten. Ein drittes, dessen Ursprünge auf das 17. Jahrhundert zurückgehen, musste wegen Baufälligkeit abgebrochen werden. Es wurde nach einem Ratsbeschluss als Erlebnisgradierwerk wieder aufgebaut und am 28. Juli 2007 festlich eingeweiht. Die Gradierwerke werden heute nur noch zu Kurzwecken betrieben. Durch die über Schwarzdornbündeln herabrieselnde Sole wird die Luft in der Nähe des Gradierwerks mit Salz angereichert, die Wassertröpfchen binden Partikel in der Luft. Das Einatmen salzhaltiger Luft befeuchtet die Atemwege und beeinflusst die Wandungen der Atemorgane positiv. Außerdem besitzen die feinen Salzkristalle eine sekretlösende Wirkung, die die Atemwege intensiv von Bakterien reinigen und die Schleimhäute abschwellen lassen.
Die schwerlöslichen Bestandteile der Sole, die sich als braune bis graue Krusten an den Zweigen ablagern, werden als Dornstein – im Volksmund auch „Salinenstein“ genannt – bezeichnet. Dieser wurde in den Anfangsjahren der Gradierung, abgebrochen und gemahlen als Pflanzendünger verwendet.

### Kureinrichtungen

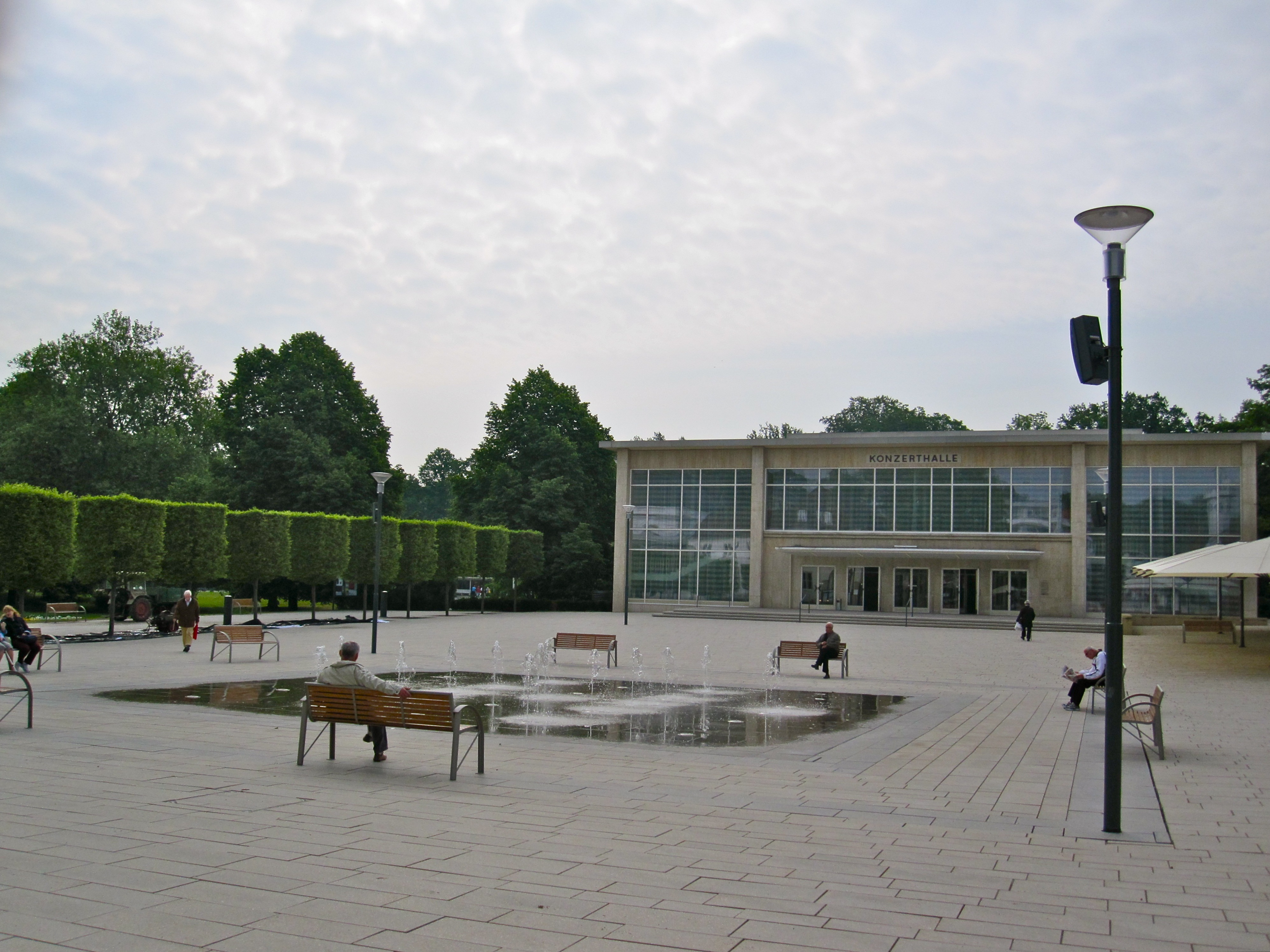
Konzerthalle im Kurpark

Die Stadt Bad Salzuflen hat zwei Kurgebiete ausgewiesen: das westlich des Kurparks gelegene Kurgebiet Obernberg und das östlich des Kurparks gelegene Kurgebiet Asenberg. Neben dem Kurgastzentrum befindet sich in der Parkstraße auch das Kurhaus mit Kur- und Stadttheater, ein Theater mit 498 Plätzen ohne ein eigenes Ensemble. Es wird regelmäßig vom Landestheater Detmold und wechselnden Ensembles bespielt. Eine gegenüberliegende Wandel- und Trinkhalle sowie angrenzend die Konzerthalle mit einer Außenbühne vervollständigen die rund um den Kurpark gelegenen Kureinrichtungen.

### Parks und Landschaftsgärten

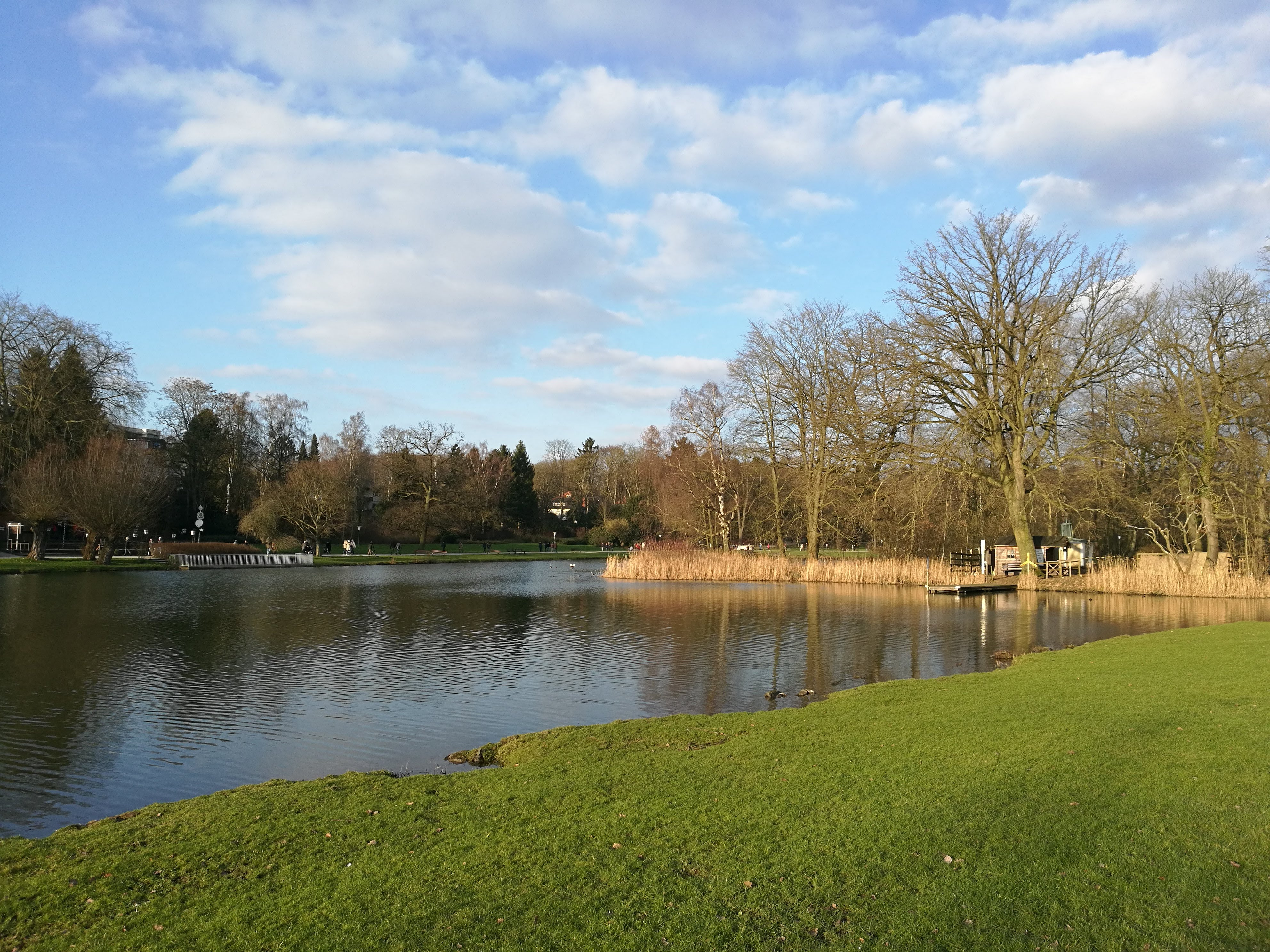
Kurparksee mit Insel

Zwischen dem Gradierwerk an der Parkstraße und dem Leopold-Bad befindet sich der sogenannte Rosengarten, der ursprünglich im Jahre 1872 vom Fürstlichen Hofgärtner Johann Georg Kahl angelegt wurde. Nachdem er zwischenzeitlich stark verändert wurde, ist er im Jahre 2009 wieder nach alten Plänen instand gesetzt worden. Am Kurgastzentrum ist der Eingang zum Kurpark von 1907 mit dem anschließenden Landschaftspark. Mit 120 Hektar ist er eine der größten Parklandschaften in Deutschland. Der eintrittspflichtige Kurpark erstreckt sich entlang der Salze mit Wiesen, altem Baum- und großzügigem Blumenbestand. Beim großen Kurparksee mit Fontäne und Bootsvermietung geht der Park in den nicht eintrittspflichtigen Landschaftsgarten über und mündet in einem Wildgehege sowie im Stadtwald mit seinen Rad- und Wanderwegen bis hinauf zum Salzufler Bismarckturm auf dem Vierenberg, zum Obernberg Richtung Herforder Bismarckturm, zur Loose oder zu dem etwas versteckt liegenden kleinen See am Stumpfen Turm. Seit 2008 ist der Kurpark Bad Salzuflen Bestandteil des European Garden Heritage Network (Europäisches Gartennetzwerk, kurz EGHN).
Darüber hinaus gibt es in Bad Salzuflen noch die kleinen Parks an der oberen Waldstraße und an der Walhallastraße am Asenberg sowie den Schlosspark in Schötmar mit altem Baumbestand.

### Therapiezentren
- Das Vitalzentrum mit dem Institut für Tinnitus-Forschung und Therapie (IN-TI Institut für Tinnitus Diagnostik und Therapie GmbH), Salinenstraße 1
- Die Vitasol Therme beherbergt unter einem Dach mehrere Solebäder mit bis zu 38 °C warmem Thermalwasser aus 1.018 m Tiefe, einen weitläufig in die Landschaft integrierten Saunapark, einen Fitnessclub, Beauty- und Wellnesscenter, ein Vitalrestaurant, Sport- und Bewegungstherapie, Kinderclub. Es gibt außerdem Pläne, ein Vier-Sterne-Hotel auf dem nördlichen Parkplatz zu bauen.[47]

### Kliniken und Rehazentren
- Klinik Lipperland, Am Ostpark 1, Rehabilitationsklinik für psychische und psychosomatische Erkrankungen der Deutschen Rentenversicherung Bund
- Rehabilitationsklinik Am Lietholz, Lietholzstraße 31, orthopädische und rheumatologische Fachklinik der Deutschen Rentenversicherung Bund
- Salzetalklinik, Alte Vlothoer Straße 1, Zentrum für onkologische und orthopädische Rehabilitation der Deutschen Rentenversicherung Westfalen
- Median Klinik am Burggraben, Alte Vlothoer Straße 47–49, Fachklinik für medizinische Rehabilitation
- Median Klinik Flachsheide Bad Salzuflen, Forsthausweg 1, Klinik für Neurologie[48]
- Salinenklinik, Salinenstraße 2, Vorsorge- und Rehabilitationsklinik
- Forum Salinum (Privatklinik Parkstraße Bad Salzuflen), Parkstraße 1–5
- Ameos Lippische Nervenklinik Dr. Spernau, Waldstraße 2, Fachkrankenhaus für Psychiatrie und Psychotherapie
- Universitätsklinikum OWL: Klinikum Lippe, früher Amtskrankenhaus Schötmar, Heldmanstraße 45, Unfallchirurgie, Orthopädie, Geriatrie sowie Fachklinik für Kinder- und Jugendpsychiatrie, Psychotherapie, Psychosomatik
- Vita Nova Kliniken Fachakutklinik für Psychosomatische Medizin und Psychotherapie, Roonstraße 9–13

## Kultur

### Sakralbauten

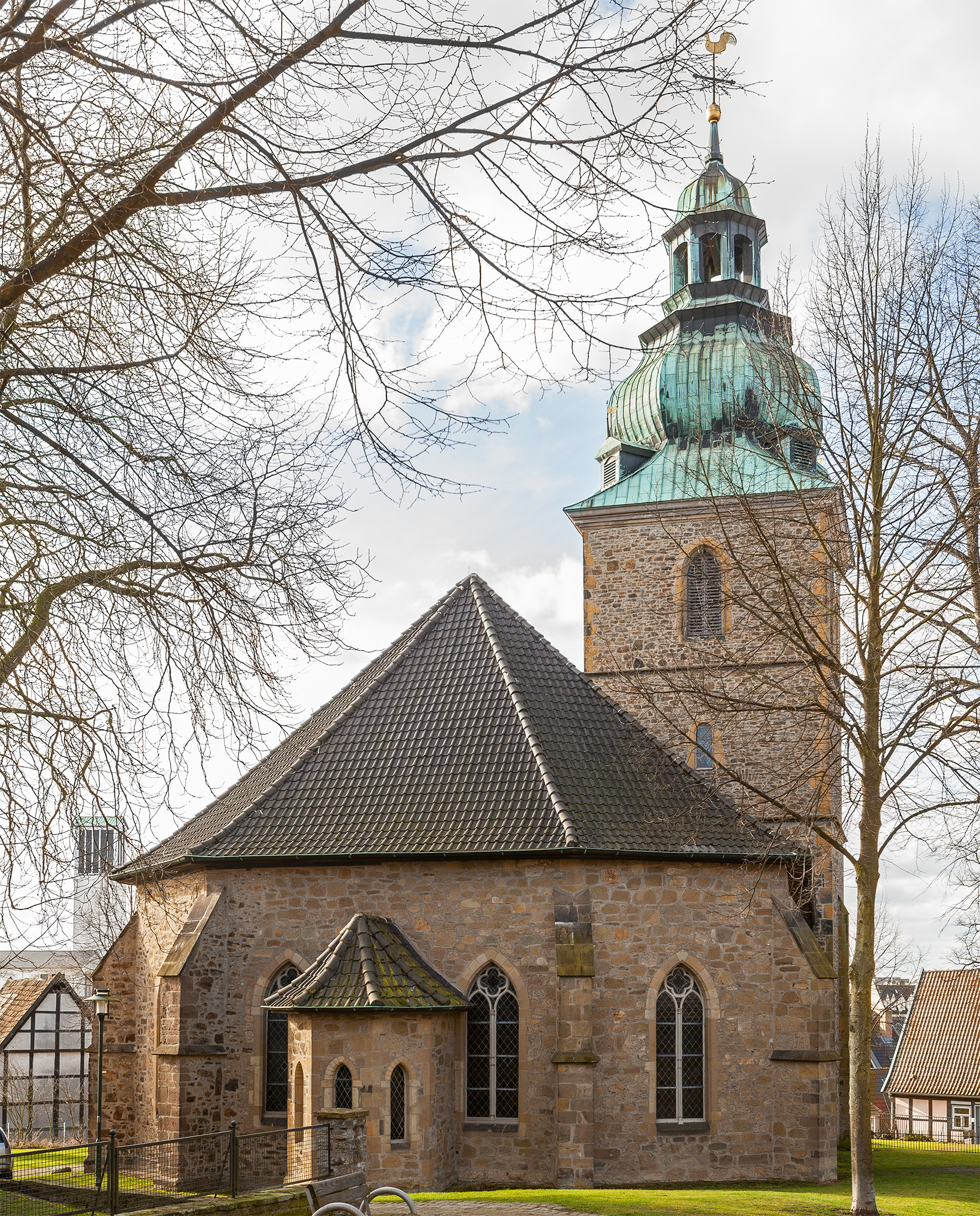
Stadtkirche

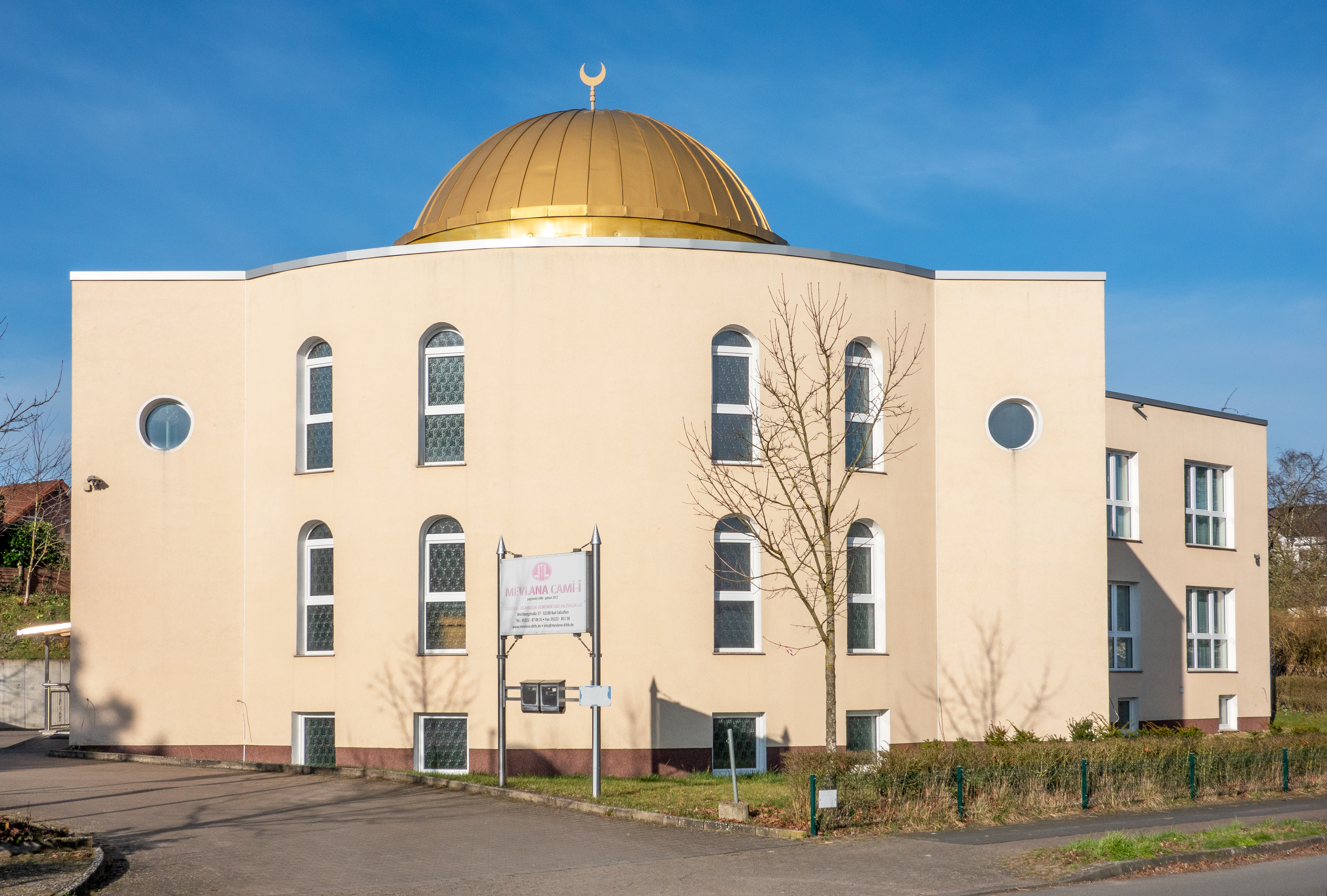
Moschee Mevlana Camii

Am Standort der heutigen evangelisch-reformierten Kilianskirche (neugotisch) am Kirchplatz in Schötmar entstand um das Jahr 800 n. Chr. die erste christliche Kirche der Region. Sie ist Urpfarrei für viele Ortschaften des Umlandes. Es handelt sich um eine dreischiffige neugotische Hallenkirche mit 5/8-Schluss. Der Westturm verfügt über ein achteckiges Obergeschoss, das von einer dachreiterartigen Laterne mit steilem Zeltdach bekrönt wird.
Die evangelisch-reformierte Stadtkirche liegt auf dem sogenannten Hallenbrink, der höchsten Erhebung innerhalb der Bad Salzufler Altstadt. Der im Kern spätmittelalterliche Saalbau wurde 1762 nach einem Brand wiederaufgebaut. 1892 kam es zu einer umfassenden Erneuerung und Erweiterung des Gebäudes. Der dem Kirchenschiff vorgelagerte Turm ist spätgotisch. Seine Welsche Haube stammt von 1782. Wichtigstes Ausstattungsstück ist die 1765 von Heinrich Kampmeyer gefertigte Kanzel. Das Gemeindehaus nahe der Stadtkirche ist ein Putzbau mit Stufengiebel, der 1928 in expressionistischen Formen erbaut wurde.
Die evangelisch-lutherische Erlöserkirche in der Martin-Luther-Straße ist eine neuromanische Kirchenbau des Historismus 1891–1892 nach einem Entwurf des Architekten Hermann Held (Bethel) unter Bauleitung durch Karl Siebold (Schildesche) ausgeführt. Die Grundsteinlegung erfolgte am 12. Juli 1891, die Einweihung fand am 8. Mai 1892, dem Sonntag Jubilate, statt. 1908–1909 wurde die Kirche durch Karl Siebold um den Westteil mit Turm erweitert, eine erneute Erweiterung erfolgte 1939 durch Gerhard Balke (Bethel).
Die Katholische Liebfrauenkirche liegt an der Ecke Graben-/Woldemarstraße. Mit dem ersten Spatenstich am 23. September 1956 begann der Bau der Kirche nach einem Entwurf des Paderborner Architekten Josef Lucas; die Grundsteinlegung war am 8. Dezember 1956. Die Konsekration erfolgte am 8. März 1959 unter dem Titel: „Maria, unsere liebe Frau, Königin des Friedens“.
Die evangelisch-lutherische Auferstehungskirche an der Ecke Gröchteweg/Volkhausenstraße wurde 1964–1966 nach Plänen des Architekten Heinrich Loos (Bad Salzuflen) erbaut. An der künstlerischen Gestaltung hat das Künstlerehepaar Hans-Helmuth und Margarete von Rath (Bad Salzuflen) wesentlich mitgewirkt. Die Grundsteinlegung erfolgte am 13. Juli 1964; am 1. Mai 1966, dem Sonntag Jubilate, wurde die Kirche eingeweiht. Die Auferstehungskirche wird von der lutherischen und von der reformierten Kirchengemeinde gemeinsam genutzt.
Eine Kirche der Neuapostolischen Kirche gibt es in Schötmar im Gerberweg 27.
Die Moschee Mevlana Camii der türkisch-islamischen Gemeinde, die dem Dachverband Türkisch-Islamische Union der Anstalt für Religion (DİTİB) angehört, wurde 2012 eröffnet und befindet sich in der Weinbergstraße in Schötmar. Sie ist nach dem Religionsgelehrten Maulana Dschalal ad-Din Muhammad Rumi (1207–1273) benannt, der von seinen Anhängern „Mevlânâ“ (unser Herr/Meister) genannt wird. Das Gebäude ist nicht nur Gebetsstätte, sondern auch ein Kultur- und Begegnungszentrum mit Teestube, Räumen für den Islamunterricht, für Deutsch- und Nachhilfekurse und Integrationsarbeit.
Außerdem gibt es noch die Vahdet-Moschee der islamischen Gemeinschaft Millî Görüş „An der Krummen Weide“ in Schötmar.

### Mahnmale und Denkmäler

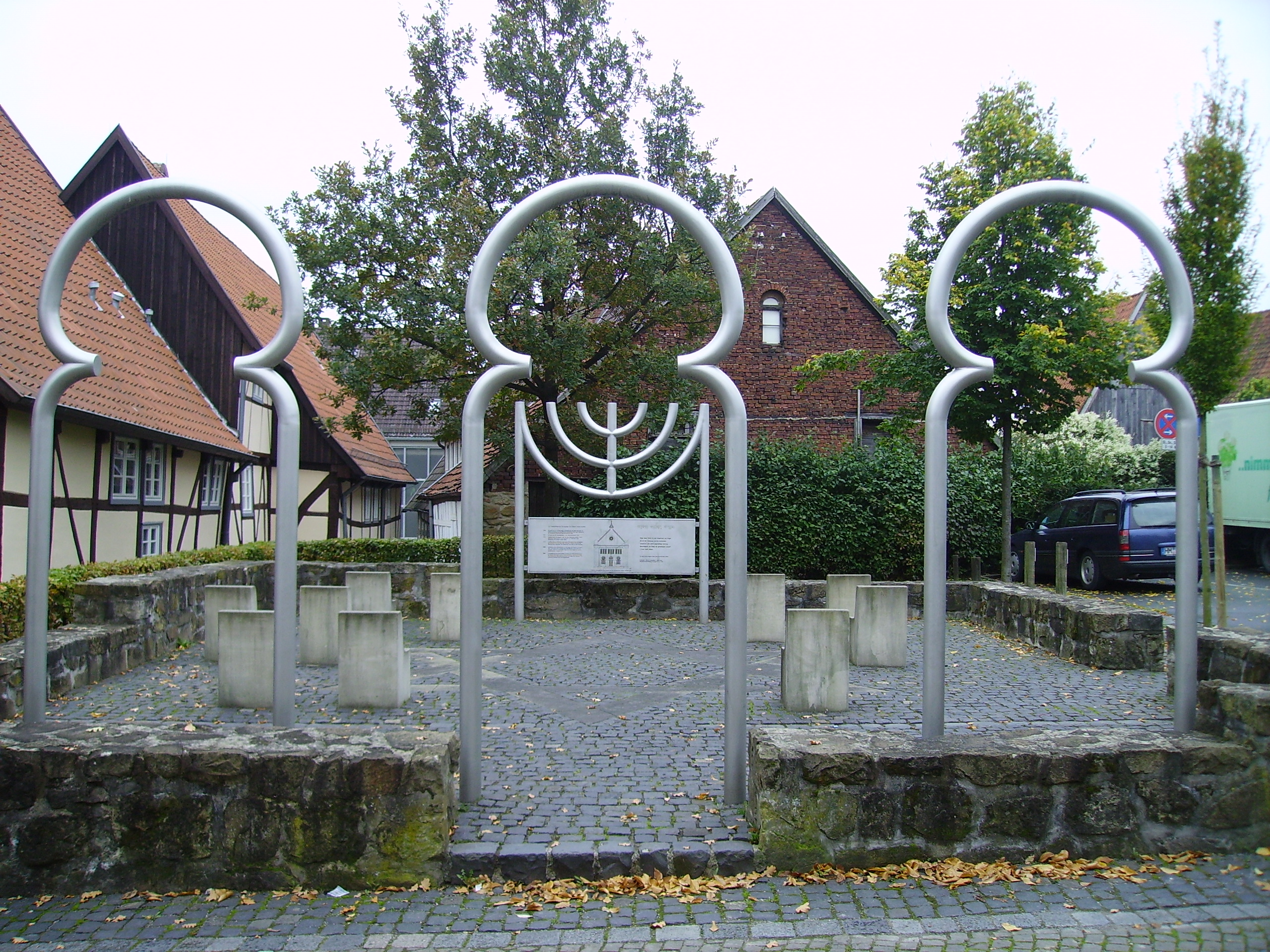
Mahnmal Alte Synagoge, Mauerstraße

#### Mahnmale zur Erinnerung an die jüdische Kultur
In der Pogromnacht vom 9. auf den 10. November 1938 wurde die Salzufler Synagoge in der Mauerstraße, die 83 Jahre lang das Gotteshaus der jüdischen Gemeinde gewesen war, geschändet und die Scheiben der Fenster wurden zerstört. Der Versuch der Brandstiftung wurde vom diensthabenden Polizei-Obermeister verhindert. Die Polizei stellte Schriften und sakrale Gegenstände vor einer Zerstörung sicher. Die Schäden der Zerstörung wurden am 12. November 1938 durch die Technische Nothilfe Ortsgruppe Bad Salzuflen beseitigt und das Grundstück aufgeräumt und gesichert. Im Jahr 1941 wurden die Reste der Synagoge von der technischen Nothilfe gesprengt und das Grundstück geräumt. Am 9. November 1982 wurde an einer Mauer neben dem Standort der Synagoge auf Vorschlag der DKP Ortsgruppe Bad Salzuflen eine Gedenktafel angebracht. Der Text lautete: „Hier stand die Synagoge / der israelitischen / Gemeinde Bad Salzuflen / die am 9. November 1938 / durch die Nationalsozialisten / zerstört wurde / Exodus 3.5“. 1998 wurde auf dem Grundriss der Synagoge das jetzige Mahnmal nach Plänen des Architekten Paul Dahlmeier errichtet.
Der heute geschlossene jüdische Friedhof Salzuflen an der Werler Straße wurde erstmals 1607 urkundlich erwähnt. Er wurde in der Zeit des Nationalsozialismus fast vollständig zerstört. Die noch verbliebenen Grabsteine wurden nach dem Krieg auf einer Teilfläche wieder aufgestellt. 1988 hat die Stadt die verbliebene Restfläche aus privatem Besitz erworben, den Friedhof neu gestaltet und ein Mahnmal errichtet. Auf dem Mahnmal in Form eines siebenarmigen Leuchters (Menora) werden 64 Holocaust-Opfer aus Salzuflen und Schötmar namentlich aufgeführt.
Am ehemaligen Jüdischen Friedhof Schötmar an der Oerlinghauser Straße wurde 2008 eine kleine Gedenktafel aufgestellt. Der südlich des heutigen Werre-Friedhofs liegende und von 1871 bis 1955 belegte Friedhof wurde während der NS-Zeit nicht zerstört. Auf ihm befinden sich heute noch 63 gut erhaltene Grabsteine (Mazewot).

#### Stolpersteine
Der Künstler Gunter Demnig hat seit November 2010 in Salzuflen und Schötmar mehr als 60 Stolpersteine zur Erinnerung an die Opfer der NS-Diktatur verlegt.

#### Kriegerdenkmale
Auf verschiedenen Friedhöfen sind Gedenkstätten für die Opfer der Kriege vorhanden. Auf dem Sportplatz in Ehrsen-Breden steht ein Gedenkstein; auf dem Friedhof in Biemsen-Ahmsen, in Wüsten, Retzen, Wülfer-Bexten und im Schlosspark in Schötmar stehen Ehrenmale. Das Kriegerdenkmal in Bad Salzuflen steht oberhalb des Obernbergfriedhofs im Wald. Es wurde von Hermann Hosaeus entworfen und 1923 erbaut. An all diesen Stellen finden jährlich zum Volkstrauertag Gedenkveranstaltungen statt. Auf der Obernberg-Wiese befindet sich ein Granitgedenkstein, der den gefallenen Soldaten der deutschen Einigungskriege (1864–66) und des Deutsch-Französischen Kriegs (1870/71) gewidmet ist.

#### Denkmäler zur Geschichte

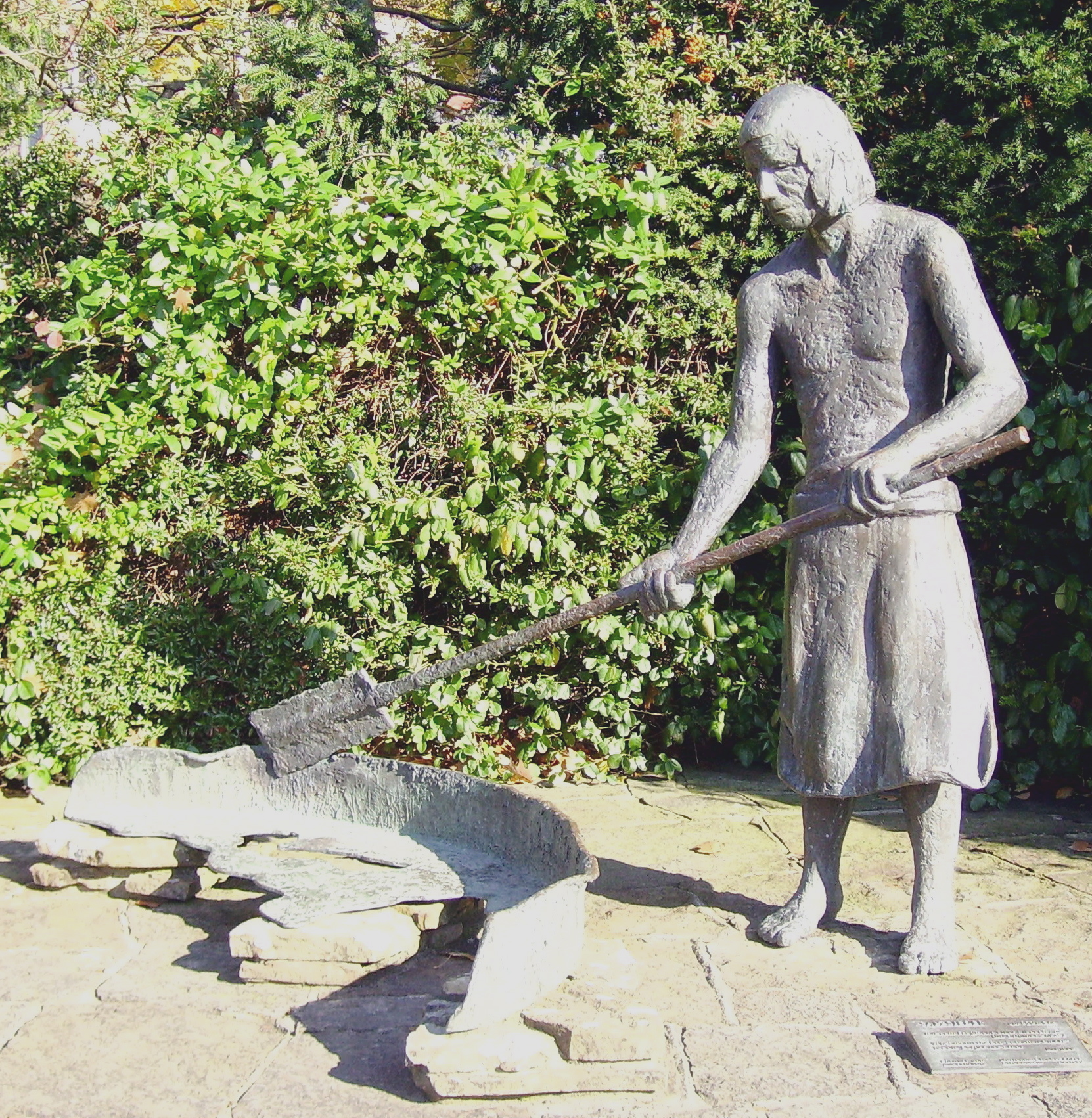
Denkmal Salzsieder

Eine Reihe von Denkmälern erinnern an die geschichtliche Entwicklung der Stadt. So stellt zum Beispiel das Denkmal „Salzsieder“ am Salzhof einen Salzsieder um 900 n. Chr. dar. Es wurde entworfen und ausgeführt von der Herforder Bildhauerin Marianne Bleeke-Ehret und im Mai 1988 aufgestellt.
Die Plastik „Salzufler Lebensbaum“ aus Bronze und Granit steht vor dem neuen Rathaus an der Rudolph-Brandes-Allee. Sie wurde geschaffen von Axel Seyler (Hochschule Ostwestfalen-Lippe, Campus Detmold) und am 8. September 1984 aufgestellt. Die Wurzeln des Lebensbaumes symbolisieren: Das Ländliche durch den Porträtkopf des Ackerbürgers und Salzufler Originals Schmiedemeister Peter, den Kurbetrieb durch den Kopf des Medizinalrates Heinrich Hasse, dem Begründer des Bades und das Städtische durch den Kopf des Apothekers Rudolph Brandes.
Das Denkmal „zum Galgenstreit“ steht zwischen Salzuflen und Schötmar an der ehemaligen Stadtgrenze auf Salzufler Seite an der Kreuzung Rudolph-Brandes-Allee/Walhallastraße. Auf der linken Seite sind zwei Ratsherren und das Salzufler Wappen abgebildet, rechts die Kilianskirche und lachende Kinder, in der Mitte der Sünder unter dem Galgen. Der Rat aus Schötmar hatte den Salzufler Rat gebeten, deren Galgen benutzen zu dürfen. Diese Bitte und die Reaktion ist auf dem Relief im lippischen Platt aufgeschrieben:

„An’n Jufler Galgen wollen mol de Schötmersken hangen ’n Sünner. De Galgen – reup de Jufler Rot De es för us un iuse Kinner
Leuwe Jufler – Den Galgen lotet wui jui gern jedoch dat Lachen öbber Jübben wuisen Rot Dat is För us un iuse Kinner“

Am Markt beim historischen Rathaus steht seit 2003 das vom Künstler Bonifatius Stirnberg geschaffene „Brunnendenkmal“. Das Denkmal mit Wasserspiel ist von der Form her nach dem alten Marktbrunnen gestaltet, der hier von 1582 bis 1835 stand. Die unterirdisch noch erhaltenen Fundamente des Brunnens sind als Bodendenkmal geschützt.

#### Denkmäler zu Persönlichkeiten
Der Obelisk zu Ehren des Apothekers Simon Rudolph Brandes (1795–1842) steht seit 1979 auf einer kleinen Rasenfläche an der Einmündung der Riestestraße in die Rudolph-Brandes-Allee.
Das Denkmal Eduard Hoffmann, Sohn des Gründers von Hoffmann’s Stärkefabriken, wurde 1900 anlässlich des 50-jährigen Bestehens der Fabrik von der Belegschaft gewidmet. Es befindet sich an der Hoffmannstraße, zwischen Friedhof und dem ehemaligen Feuerwehrhaus. Gegenüber auf der anderen Straßenseite war früher die Haupteinfahrt zur Fabrik. Hans Dammann erhielt 1903 den Auftrag für seinen zweiten Brunnen, der vor dem Hoffmannstift, einem Krankenhaus der Hoffmann’s Stärkefabriken, aufgestellt wurde. Er verzichtete bei diesem Projekt auf sein Künstlerhonorar.
Wie in vielen deutschen Städten gibt es auch in Bad Salzuflen ein Kaiser-Wilhelm-Denkmal, welches 1897 von der Dorfschaft Schötmar anlässlich des hundertjährigen Geburtsjubiläums von Kaiser Wilhelm I. in einem Park an der Walhallastraße errichtet wurde, sowie einen Bismarckturm, einen quadratischen, 18 Meter hohen Turm auf dem Vierenberg nahe dem Weiler Hollenstein. Der Turm wurde im Jahre 1900 eingeweiht, 1999 und 2004 saniert.

### Sport
Überregional erfolgreiche Vereine sind Handball Bad Salzuflen und im Tischtennis die Vereine TuS Bexterhagen und SC Bad Salzuflen, die beide auf Landesliganiveau antreten. Erwähnenswert ist der HC 93 Bad Salzuflen, der in der Vergangenheit in der 2. Handball-Bundesliga spielte, sich dann aber aufgelöst hat. Im Fußball war der TuS Bad Salzuflen in den frühen 1950er Jahren erfolgreich und spielte drei Jahre in der höchsten westfälischen Amateurliga. 1978 fusionierte der TuS mit dem Turnerbund Deutsche Eiche Schötmar zum SC Bad Salzuflen. Der Golf- und Landclub von 1956 e. V. betreibt eine der ältesten Golfanlagen in Deutschland. Diverse Mannschaften spielen bzw. spielten in der 2. Bundesliga. Anja Monke und Erol Simseks starteten hier ihre internationalen Profilaufbahnen.

### Musik
Neben den Kantoreien, Kirchen-, Jugend-, Gospel- und Posaunenchören in den Kirchengemeinden existiert eine große Anzahl weiterer Chöre (Männerchöre, Frauenchöre, gemischte Chöre). In den Schulen haben sich Schulchöre gebildet, die (meistens einmal im Jahr) mit einem größeren Konzert an die Öffentlichkeit treten. Im Schulzentrum Aspe gibt es einen Eltern-Lehrer-Chor (ELCH). Übergemeindlich ist der Gospelchor Get Up. Darüber hinaus gibt es die Musikschule der Stadt Bad Salzuflen im Schloss Stietencron sowie das „Bad-Salzuflen-Orchester“, eine Kurkapelle, die mehrmals in der Woche zur Unterhaltung der Kurgäste in der Konzerthalle aufspielt.
Jugendkulturelle Bedeutung bekam Bad Salzuflen Mitte der 1980er durch das Label Fast Weltweit, aus dem in Verbindung mit der Hamburger Schule Bands wie Blumfeld und Die Sterne hervorgegangen sind. Auch andere Musiker und Bands wie Bernd Begemann, Bernadette La Hengst, Silversurfer und Summery Mind stammen aus Bad Salzuflen und waren dort aktiv.

### Regelmäßige Veranstaltungen

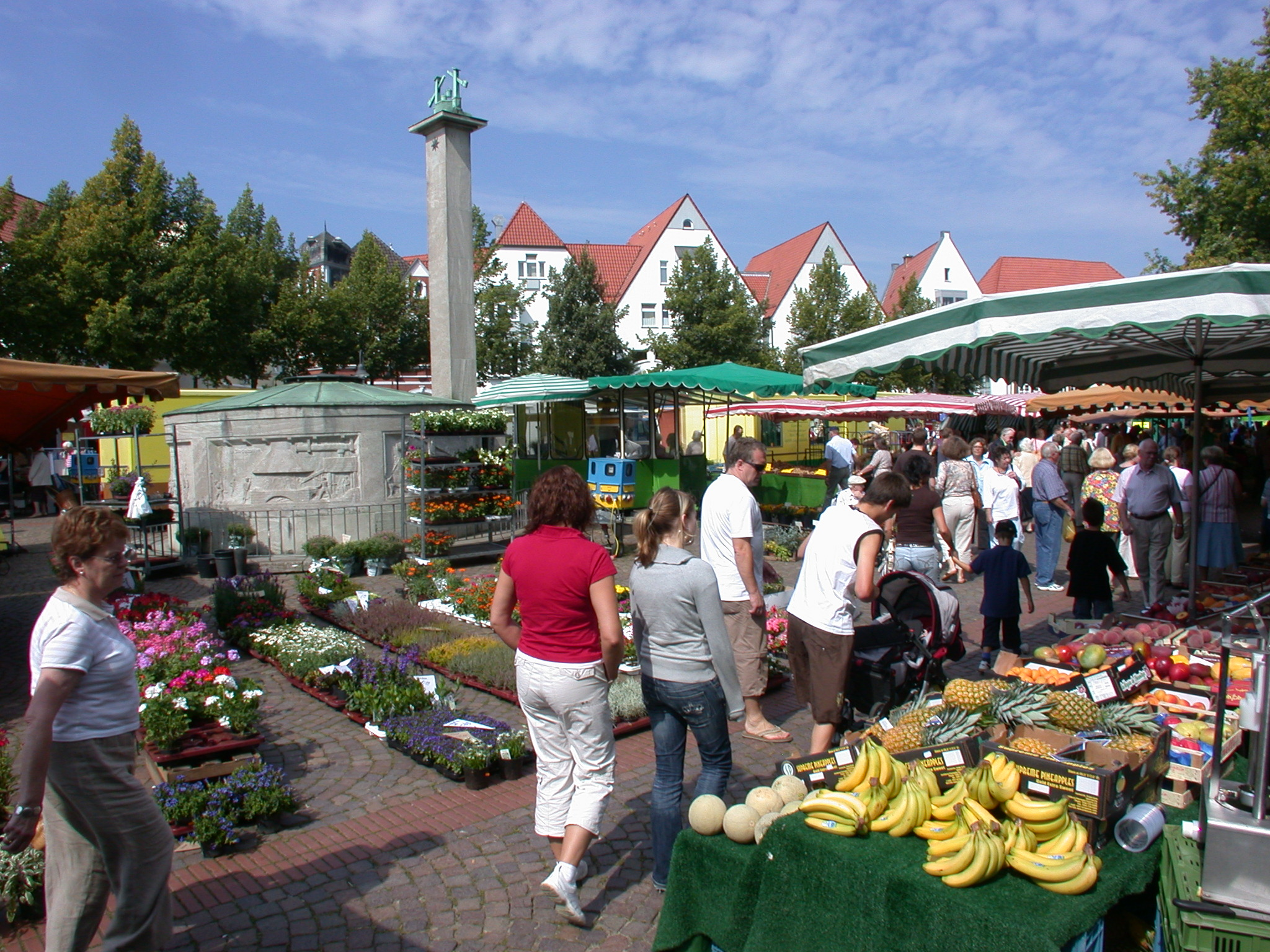
Wochenmarkt auf dem Salzhof

- Der Bad-Salzuflen-Marathon findet seit 1993 jährlich am letzten Samstag im Februar statt. Er wird vom LC 92 Bad Salzuflen organisiert.
- Ökumenischer Gottesdienst an Christi Himmelfahrt auf dem Salzhof zur Erinnerung an den Salzwerkbettag der erstmals 1515 vom Rat der Stadt eingesetzt wurde.[57]
- Klassik-Festival der Nordwestdeutschen Philharmonie in der Konzerthalle zu Pfingsten.
- Garten und Ambiente – jährliches hochsommerliches Gartenevent im Kurpark.
- Schützenfeste in Schötmar (Ende Juli) und Bad Salzuflen (Mitte Juli).
- Weinfest: Auf dem Salzhof (2. Wochenende im August).
- Bierbrauerfest: Auf dem Salzhof (im Frühjahr).
- Nacht der 10.000 Kerzen – eine jährlich im Spätsommer stattfindende Veranstaltung im Kurpark, bei der die Beete und Seelandschaften durch viele Kerzen und Lampions erstrahlen.
- Kiliansfest: Jährliches Volksfest in Schötmar zu Ehren des Heiligen Kilian im Oktober.
- Weihnachtstraum: Jährlicher Weihnachtsmarkt auf dem Salzhof und in der gesamten Innenstadt (von Ende November bis nach Weihnachten).
- Silvester Open-Air – jährliche Silvester-Party mit Höhenfeuerwerk zum Jahreswechsel am Kurpark.
- Wochenmärkte: mittwochs in Schötmar auf dem Marktplatz sowie dienstags- und samstagsvormittags auf dem Salzhof in Bad Salzuflen.

### Kulinarische Spezialitäten
Kulinarische Spezialitäten speziell für Bad Salzuflen gibt es nicht, mit Ausnahme der lippischen Gerichte Pickert und Himmel und Erde. Saisonal beliebt ist auch das Grünkohlessen. Dazu gehört als Abschluss ein Wacholderschnaps.

### Weitere kulturelle Attraktionen
Neben der Eigenschaft als Kurort und den oben bereits erwähnten möglichen Aktivitäten bietet die Stadt auch noch weitere attraktive Freizeitgestaltungsmöglichkeiten. Auszüge aus dem Angebot:
- Erlebnispark Hortus Vitalis – Irrgarten aus Thuja-Hecken.
- Golfplatz des Golf- und Landclub Bad Salzuflen v. 1956 e. V. am Schwaghof.
- Kanutouren auf den Flüssen Bega und Werre mit einem lokal vertretenen, regional agierenden Veranstalter.
- Minigolf an der Landgaststätte Loose
- Das Umweltzentrum Heerser Mühle, eine Einrichtung für Umweltbildung und -erziehung, Freigelände, Erlebnispfad, Werkstatt, rund 37 Hektar Arbeits- und Anschauungsbiotope. Das Gelände ist frei zugänglich.[58]

## Wirtschaft und Infrastruktur

### Verkehr

#### Straße
Bad Salzuflen liegt an der Bundesautobahn 2 und ist über die Anschlussstellen Ostwestfalen-Lippe und Herford/Bad Salzuflen an diese angebunden. Die Bundesstraße 239 führt als Umgehungsstraße östlich um die Innenstadt und verbindet diese mit Herford und Lage. Die heutige Lockhauser Straße verbindet den Ost- sowie den Westteil der Stadt. Diese vierspurige Hochstraße wurde Anfang der 1980er Jahre gebaut. Südlich der Innenstadt führt die Ostwestfalenstraße von der A 2 nach Lemgo und Bielefeld.

#### Schienen- und Busverkehr

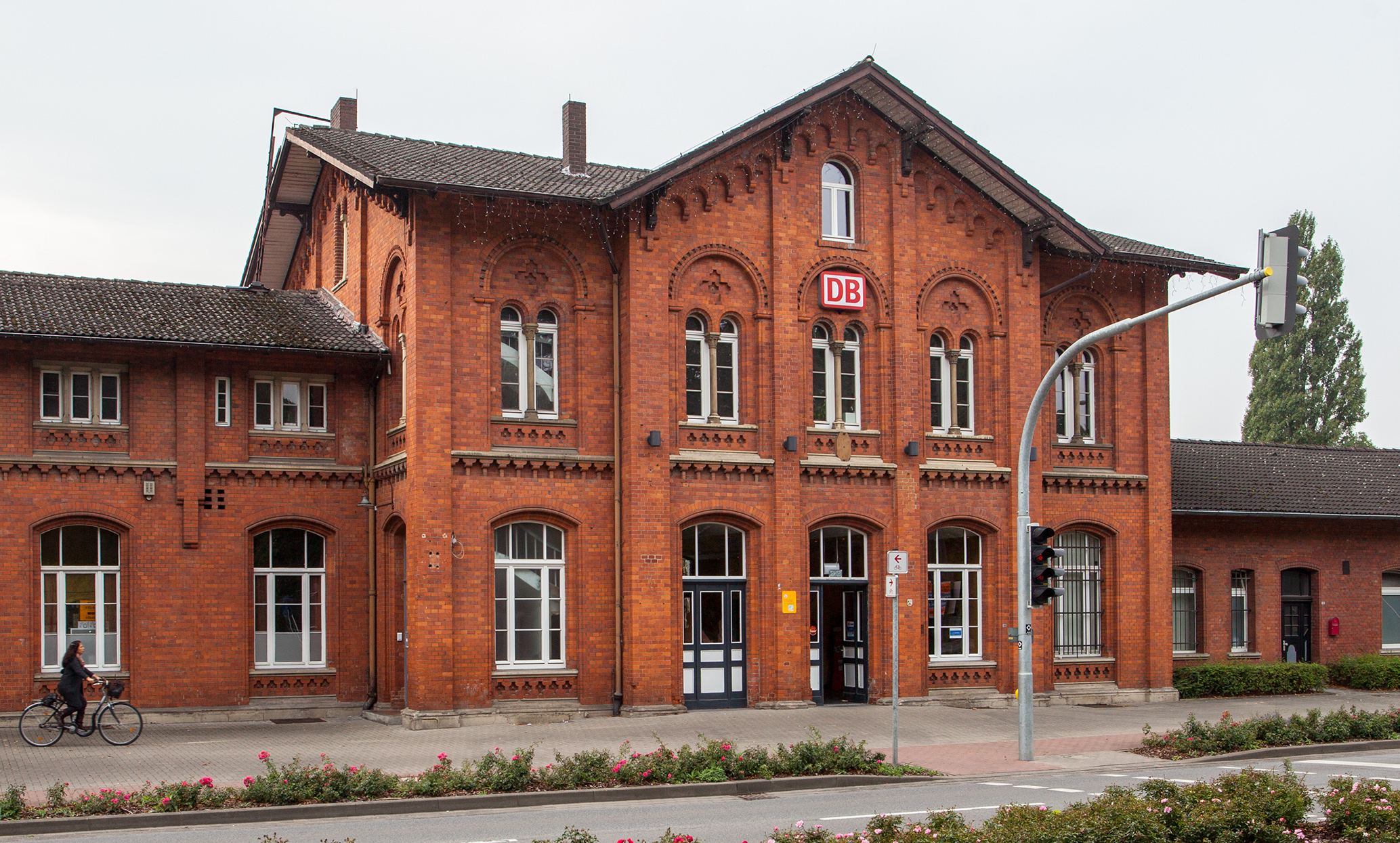
Empfangsgebäude des Bahnhofs Bad Salzuflen

Der 1881 in Betrieb genommene Bahnhof Bad Salzuflen liegt an der Bahnstrecke Herford–Altenbeken. Er wird im Stundentakt von der RB 72 „Ostwestfalenbahn“ Herford–Lage–Detmold–Altenbeken–Paderborn bedient. Weitere Haltepunkte gibt es in den Ortsteilen Schötmar und Holzhausen (Haltepunkt Sylbach). In Bad Salzuflen verkehrten zwischen 1909 und 1924 die Bahnen der Bad Salzufler und Schötmarschen Straßenbahn GmbH. Zwischen 1903 und 1963 lag Bad Salzuflen an der Bahnstrecke Wallenbrück–Vlotho der Herforder Kleinbahn.
Das Stadtgebiet wird seit September 1994 von einem neuen Stadtbussystem erschlossen. Die Busse der vier Stadtlinien treffen sich im 60-Minuten-Takt am Treffpunkt „Am Markt“. Betreiber der Linien ist die Stadtverkehrsgesellschaft Bad Salzuflen mbH, eine Tochtergesellschaft der Stadtwerke Bad Salzuflen. Die umliegenden Städte Bielefeld, Herford, Lemgo sowie werktags Oerlinghausen sind mit Regionalbussen ab ZOB erreichbar. Bad Salzuflen gehört zum Tarifraum TeutoOWL des Westfalentarifs.
Im Fernbusverkehr war Bad Salzuflen zwischen Mai 2015 und Oktober 2016 ein Haltepunkt des Postbus. Im Zuge der Übernahme des Unternehmens Postbus durch Flixbus entfiel vorübergehend diese Fernbusverbindung. Seit April 2017 ist Bad Salzuflen an das europaweite Flixbus-Netz angeschlossen.
Im Kurgebiet verkehrt auf einem Rundkurs die touristische „Paulinchen-Bahn“. Startpunkt ist der Haupteingang des Kurparks, am Gradierwerk.

#### Fahrrad
Die Radfernwege Wellness-Radroute und BahnRadRoute Weser-Lippe durchqueren Bad Salzuflen. Außerdem gibt es lokale Radwege, u. a. den Soleradweg. Im Landschaftskurpark entlang der Salze wurde ein Radweg markiert, alle anderen Wege im Kurpark sind für Radfahrer gesperrt. Ein stark genutzter Rad- und Fußweg führt direkt an der Werre entlang nach Herford.

#### Wanderwege
Neben vielen von der Stadt ausgeschilderten Wanderwegen verlaufen auch einige Fernwanderwege durch das Stadtgebiet:
Um Bad Salzuflen herum führt der 45 Kilometer lange Salzeweg. Er folgt in etwa der Stadtgrenze und führt durch die Ortsteile Holzhausen, Wülfer-Bexten, Lockhausen, Biemsen-Ahmsen, Bad Salzuflen selbst, Wüsten, Retzen, Papenhausen und Grastrup-Hölsen.
Am Salzufler Bahnhof beginnt der 77 Kilometer lange Karl-Bachler-Weg, benannt zu Ehren des verdienstvollen lippischen Wandervaters Karl Bachler, der 1976 im Alter von 90 Jahren in Bad Salzuflen verstarb. Über Vlotho, Hohenhausen, Rinteln, Bad Eilsen und Bückeburg führt er nach Rehburg-Loccum im Landkreis Nienburg/Weser.
Durch das Stadtgebiet verläuft der 72 Kilometer lange Hansaweg, der von Herford kommend in die Rattenfängerstadt Hameln an der Weser führt.

### Ansässige Unternehmen
- Coko-Werk, Kunststoff-Spritzguss
- Dorma Glas, Produzent von Beschlägen für Glastüren
- Kingspan Light + Air, ESSMANN Gebäudetechnik, Systeme rund um Flachdach und Fassade
- Maritim Hotelgesellschaft, Hotelkette
- Messe Ostwestfalen, unter anderem mit der Custombike, ZOW und verschiedene Verbrauchermessen
- Sollich, Hersteller von Spezialmaschinen für die Süßwarenindustrie
- Stadtwerke Bad Salzuflen, das regionale Energieversorgungsunternehmen

### Historische Krankenhäuser

#### Städtisches Krankenhaus
In der Wenkenstraße (heute Hausnummer 65, Feierabendhaus) gab es ein Krankenhaus für Salzuflen (Städtisches Krankenhaus). Es wurde Anfang März 1882 eröffnet.

#### Hoffmann-Stift
Bis April 1977 war dort, wo heute der Rathausparkplatz befestigt ist, mit dem Hoffmann-Stift ein durchaus ansehnliches Gebäude vorzufinden. 77 Jahre lang hatte es als Krankenhaus, Lazarett, Ambulanz, Pflegeheim („Salzestift“) und sogar als Bürokomplex der städtischen Bauverwaltung gedient.
Genau 50 Jahre, nachdem Heinrich Salomon Hoffmann 1850 die „Stärke-Fabrik bei Salzuflen“ – später Hoffmann´s Stärkefabriken genannt – gründete, wurde das Krankenhaus Hoffmann’s Stift an der Chaussee nach Schötmar im Oktober 1900 eingeweiht. Denn das Städtische Krankenhaus konnte weder den Kapazitäten des Großbetriebes (die Stärkefabriken beschäftigten weit mehr als 1.000 Menschen) noch dessen Ansprüchen gerecht werden.
Das Hoffmann-Stift bot für männliche und weibliche Patienten je einen Krankensaal mit zwölf, ein Zimmer mit vier Betten und drei Zimmer mit je einem Bett. Dazu kamen pro Abteilung ein Schwesternzimmer und ein „geräumiger Tagesraum“. Über einen gesonderten Eingang konnte eine Isolier-Abteilung im ersten Obergeschoss erreicht werden; im Keller befanden sich die Küche mit Nebenräumen sowie ein Speisezimmer für „Arbeiter, denen vom Arzt auf gewisse Zeit ein kräftiges Mittagessen verordnet“ wurde. Um den zentral platzierten Komplex herum gab es Parkanlagen zur Erholung. Heute würden hier Patienten oft ihr eigenes Wort nicht mehr verstehen. Diese wurden damals übrigens überwiegend nur von der Betriebskrankenkasse in das Stift überwiesen. Erst 1914 schlossen die Fabriken mit der Salzufler Ortskrankenkasse einen Vertrag, durch den nun auch Nicht-Hoffmänner und -frauen die Vorzüge des moderneren und größeren Krankenhauses genießen konnten.
1919 folgte ein Vertrag mit der Stadt, mit dem sich Hoffmann´s Stärkefabriken eine städtische Kostenbeteiligung und die Stadt ein Bettenkontingent sicherten. Zuvor stand das Krankenhaus, das im Krieg durch die Nutzung als Lazarett erheblich gelitten hatte – und bereits vor dem Ersten Weltkrieg nicht kostendeckend betrieben wurde – schon einmal kurz vor dem Aus. Dieses ereilte das Hoffmann-Stift dann schließlich und schleichend ab Beginn der 1960er-Jahre.
Das teure Krankenhaus, das zeitweise als geachtetes Prestigeobjekt des Unternehmens unter persönlichem Schutz des Generaldirektors Otto Künne stand, wurde nun von den Aktionären abgestoßen. Und obwohl sich die Stadt darum bemühte, weil ein „Salzufler Krankenhaus“ nun mal zu einer Kurstadt gehörte, konnte die Schließung zum 30. April 1965 nicht verhindert werden. Zwar folgte eine kurzzeitige Weiternutzung als Pflegeheim und Verwaltungsgebäude, doch 1977 war endgültig Schluss. Das Hoffmann-Stift verschwand im April 1977 von der Bad Salzufler Landkarte; auf dem Gelände wurde das neue Rathaus erbaut.

#### Amtsgemeindekrankenhaus
In der Heldmanstaße Nummer 45 gab es in Schötmar ein Krankenhaus mit 20 bis 25 Betten (Amtskrankenhaus Schötmar, Amtsgemeindekrankenhaus; offiziell: Krankenhaus der Amtsgemeinde Schötmar). Es wurde im August 1906 vom Landrat (Amtshauptmann) Theodor Heldman geplant, auch durch Spenden finanziert und im Mai 1909 eingeweiht. Später wurde es zum Kreiskrankenhaus. 1951 und 1952 wurde es auf 100 Betten erweitert. Jetzt ist es das Universitätsklinikum.

#### Lazarette
Wie bereits im Ersten Weltkrieg war Bad Salzuflen auch im Zweiten Weltkrieg offizieller Lazarettstandort. 1942 gab es in Bad Salzuflen fünf wehrmachtseigene Lazarette mit rund 700 Betten. 1944 erhöhte sich diese Zahl auf 19 Krankenstationen (Reservelazarette) mit zusammen etwa 1200 Betten.

#### Universitätsklinik Münster
Zusätzlich wurden 1944 zehn Klinken der Universitätsklinik Münster auf 21 Hotels, Pensionen und Kurheime verteilt, weil Münster massiv bombardiert und zerstört wurde. Erst im November 1945 kehrte die Medizinische Fakultät wieder nach Münster zurück.

#### Klinik am Kurpark
Die Klinik am Kurpark (vorher Asthma- und Allergie-Klinik mit Obernbergklinik) in der Parkstraße wurde mittlerweile abgerissen.

#### Sophienhaus
Das Sanatorium Sophienhaus in der Sophienstraße wurde vorübergehend zur Unterbringung von Geflüchteten genutzt. Mittlerweile wurde das Gebäude leergeräumt.

### Medien
Die einzige Lokalzeitung im Kreis Lippe ist die Lippische Landes-Zeitung, nachdem Ende 2003 die Lippische Rundschau eingestellt wurde. Bad Salzuflen im … als Journal mit Veranstaltungskalender erscheint ganzjährig im Verlag Dröge Schötmar GmbH in Zusammenarbeit mit der Stadt Bad Salzuflen und dem Staatsbad Salzuflen. Die Lippische Neueste Nachrichten, Lippischer Anzeiger, Der Stadt-Anzeiger Bad Salzuflen-Schötmar-Ortsteile, Lippe aktuell sind kostenlose Stadtanzeiger; der Salzstreuner ist ein Bad Salzufler Stadtmagazin.
Bad Salzuflen gehört zum Berichtsgebiet des WDR-Studios Bielefeld und von Radio Lippe, die beide die lokale Berichterstattung abdecken.

### Bildung
Die Stadt unterhält acht Grundschulen und zwei Schulzentren mit weiterführenden Schulen. Im Schulzentrum Lohfeld gibt es eine Hauptschule, eine Realschule und ein Gymnasium. Im Schulzentrum Aspe gibt es eine Realschule und eine Gesamtschule. Darüber hinaus gibt es mit der Erich-Kästner-Schule eine Förderschule mit dem Förderschwerpunkt Lernen. Alle Bad Salzufer Grundschulen, die Hauptschule Lohfeld, die Eduard-Hoffmann-Realschule, die Gesamtschule Aspe und die Erich-Kästner-Schule sind Ganztagsschulen. Im Jahr 2014 wurden an den Schulen der Stadt mit 385 Lehrkräften insgesamt 5077 Schüler unterrichtet, davon 1782 an den Grundschulen, 348 an den Hauptschulen, 1002 an den Realschulen, 1048 an den Gymnasien, 722 an der Gesamtschule sowie 175 an der Förderschule.
27 Kindertagesstätten bieten (Stand: 2021) insgesamt etwa 1800 Plätze zur vorschulischen Förderung der Kinder an. Darüber hinaus werden für die Tagesbetreuung von Schulkindern 50 Plätze in Kinderhorten angeboten. Die städtische Musikschule und Volkshochschule ergänzen das Bildungsangebot.

## Persönlichkeiten

### Ehrenbürger
- Eduard Hoffmann (1832–1894), Fabrikant. Verliehen am 5. Juni 1888. Er brachte die von seinem Vater gegründeten und für die Entwicklung der Stadt bedeutsamen Hoffmann’s Stärkefabriken zu Weltruhm.
- Otto von Bismarck. Zum 80. Geburtstag im Jahr 1895 verliehen, gemeinschaftlich mit den übrigen Städten des Landes Lippe.
- Reinhold Meyer (* 13. Februar 1833 in Bückeburg; † 2. April 1910 in Salzuflen), Geheimer Sanitätsrat. Verliehen im Februar 1909. Erich Reinhold Leberecht Meyer praktizierte seit 1872 in Salzuflen. Er war Leiter des Städtischen Krankenhauses und der Kinderheilanstalt.[70] Er hat sich als Arzt hohe Verdienste um die Stadt erworben.
- Paul von Hindenburg. Am 28. April 1933 verliehen „als dem Schirmherrn des neuen Deutschlands“.

Wie in vielen anderen deutschen Städten wurde auch in Bad Salzuflen Adolf Hitler (28. April 1933), Otto Dietrich (14. Februar 1934), Heinrich Hoffmann (15. Januar 1936) und Joseph Goebbels (September 1936) das Ehrenbürgerrecht verliehen. Im Zuge der Beseitigung von Spuren des Nationalsozialismus hat der Gemeinderat von Salzuflen unter Aufsicht der Briten am 12. Juni 1945 ihnen die zuerkannten Ehrenbürgerrechte aberkannt. Weitere Ehrenbürgerrechte wurden seitdem nicht mehr verliehen.

### Weitere Persönlichkeiten
Neben den Ehrenbürgern sind weitere namhafte Persönlichkeiten in Bad Salzuflen geboren, aufgewachsen oder haben bedeutenden Anteil an der Entwicklung der Stadt gehabt. Zu nennen sind hier vor allem Heinrich Hasse, Medizinalrat und Stadtphysikus in Bad Salzuflen und Initiator des Badebetriebes, Rudolph Brandes, Mitbegründer des Apothekervereins (heutiger Deutscher Apothekerverband), Heinrich Salomon Hoffmann, Gründer von „Hoffmann’s Stärkefabrik“, Jürgen von der Lippe, Thomas Helmer, Michael Diekmann, Rudolf Günther, Arnold Schönhage, Kurt Müller, Hans-Ulrich Wittchen und Ute Frevert.